# Командный чемпионат СССР по шахматной композиции 1987/1988
Командный чемпионат СССР по шахматной композиции 1987—1988 — 13-й командный чемпионат («XIII Всесоюзные командные соревнования по шахматной композиции»).

## Общие сведения
Чемпионат проводился в 6 разделах: двухходовки, трёхходовки, многоходовки, этюды, кооперативные маты и обратные маты.
Главный судья — А. Иванов (Кишинёв). Судьи разделов:
- А. Лобусов, Москва (двухходовки),
- М. Кузнецов, РСФСР (трёхходовки),
- В. Гебельт, БССР (многоходовки),
- Л. Кацнельсон, Ленинград (этюды),
- Б. Гельпернас, ЛитССР (кооперативные маты),
- Ю. Гордиан, УССР (обратные маты).

Оценка композиций проводилась по 15-балльной шкале с шагом 0,1 балла.
В отличие от прошлых чемпионатов, в каждом разделе была дана только одна тема. В ортодоксальных разделах каждая команда могла представить 3 композиции и в зачёт шли 2 лучших, в неортодоксальных — соответственно 2 и 1. Период составления — полгода, с 1 декабря 1987 года по 1 июня 1988 года. В соответствии с «Положением о XIII Всесоюзных командных соревнованиях» результаты чемпионата должны были появиться не позднее 1 января 1989 года, однако вследствие задержек с присуждением и подведением окончательных итогов вступили в законную силу в 1989 году (опубликованы летом 1989 года).
Участвовало 13 команд, 192 композиции, из которых 56 отсеяны из-за дефектов, предшественников и нетематичности.
В предыдущих командных чемпионатах СССР команда Украины шесть раз оказывалась среди призёров, но титул чемпиона завоевала впервые. Состав команды-победительницы: М. Марандюк (капитан, куратор задачных разделов команды, Новоселица), А. Зинчук (куратор этюдного раздела, Киев), А. Безгодков (Харьков), П. Головков (Киев), Ю. Гордиан (Одесса), Н. Мансарлийский (Одесская область), Л. Носановский (Харьков), В. Руденко (Днепропетровск), В. Самило (Харьков), В. Солдатов (Запорожье), И. Сорока (Львовская область), С. Шедей (Харьков). Е. Богданов (Львов) оказывал помощь в компьютерной проверке задач. Семь представителей команды получили зачётные очки за свои композиции. Наиболее значительный вклад в копилку команды внесли В. Руденко — 39,8 балла, и М. Марандюк — 38,3.

## Таблица
| Команды     | Разделы, зачётные композиции | Разделы, зачётные композиции | Разделы, зачётные композиции | Разделы, зачётные композиции | Разделы, зачётные композиции | Разделы, зачётные композиции | Разделы, зачётные композиции | Разделы, зачётные композиции | Разделы, зачётные композиции | Разделы, зачётные композиции | Разделы, зачётные композиции | Разделы, зачётные композиции | Разделы, зачётные композиции | Разделы, зачётные композиции | Разделы, зачётные композиции | Сумма баллов |
| Команды     | двухходовки                  | двухходовки                  |                              | трёхходовки                  | трёхходовки                  |                              | многоходовки                 | многоходовки                 |                              | этюды                        | этюды                        |                              | кооперативные маты           |                              | обратные маты                | Сумма баллов |
| Команды     | 1                            | 2                            |                              | 1                            | 2                            |                              | 1                            | 2                            |                              | 1                            | 2                            |                              | 1                            |                              | 1                            | Сумма баллов |
| ----------- | ---------------------------- | ---------------------------- | ---------------------------- | ---------------------------- | ---------------------------- | ---------------------------- | ---------------------------- | ---------------------------- | ---------------------------- | ---------------------------- | ---------------------------- | ---------------------------- | ---------------------------- | ---------------------------- | ---------------------------- | ------------ |
| Украина     | 13                           | 9                            |                              | 14                           | 13                           |                              | 11,8                         | 11,3                         |                              | 13                           | 12                           |                              | 12,1                         |                              | 15                           | 124,2        |
| Москва      |                              |                              |                              |                              |                              |                              |                              |                              |                              |                              |                              |                              |                              |                              |                              | 102,1        |
| РСФСР       |                              |                              |                              | 11,3                         |                              |                              | 14                           |                              |                              |                              |                              |                              |                              |                              |                              | 100,9        |
| Грузия      |                              |                              |                              |                              |                              |                              |                              |                              |                              |                              |                              |                              |                              |                              |                              | 95,7         |
| Белоруссия  | 15                           |                              |                              |                              |                              |                              |                              |                              |                              |                              |                              |                              |                              |                              |                              | 89           |
| Ленинград   |                              |                              |                              |                              |                              |                              |                              |                              |                              | 13,5                         |                              |                              |                              |                              |                              | 87,1         |
| Латвия      |                              |                              |                              |                              |                              |                              |                              |                              |                              |                              |                              |                              | 14                           |                              |                              | 80,9         |
| Азербайджан |                              |                              |                              |                              |                              |                              |                              |                              |                              |                              |                              |                              |                              |                              |                              | 74,3         |
| Молдавия    |                              |                              |                              |                              |                              |                              |                              |                              |                              |                              |                              |                              |                              |                              |                              | 40,4         |
| Казахстан   |                              |                              |                              |                              |                              |                              |                              |                              |                              |                              |                              |                              |                              |                              |                              | 38,7         |
| Узбекистан  |                              |                              |                              |                              |                              |                              |                              |                              |                              |                              |                              |                              |                              |                              |                              | 31,4         |
| Армения     |                              |                              |                              |                              |                              |                              |                              |                              |                              |                              |                              |                              |                              |                              |                              | 28,5         |
| Литва       |                              |                              |                              |                              |                              |                              |                              |                              |                              |                              |                              |                              |                              |                              |                              | 27,3         |

## Композиции

### Двухходовый раздел
Судья — А. Лобусов (Москва). Тема: «Поединок белой и чёрной фигуры».
|   | a | b | c | d | e | f | g | h |   |
| - | --- | --- | --- | --- | --- | --- | --- | --- | - |
| 8 | d8 белый слон · b7 белый король · c7 белая пешка · c6 чёрная пешка · b5 белый конь · c5 чёрный король · d5 чёрная пешка · f5 белый конь · a4 белый ферзь · f4 чёрная пешка · b3 белый слон · d3 чёрный конь · d2 чёрная пешка · c1 чёрный слон · e1 чёрная ладья · f1 чёрный слон · g1 чёрный ферзь | d8 белый слон · b7 белый король · c7 белая пешка · c6 чёрная пешка · b5 белый конь · c5 чёрный король · d5 чёрная пешка · f5 белый конь · a4 белый ферзь · f4 чёрная пешка · b3 белый слон · d3 чёрный конь · d2 чёрная пешка · c1 чёрный слон · e1 чёрная ладья · f1 чёрный слон · g1 чёрный ферзь | d8 белый слон · b7 белый король · c7 белая пешка · c6 чёрная пешка · b5 белый конь · c5 чёрный король · d5 чёрная пешка · f5 белый конь · a4 белый ферзь · f4 чёрная пешка · b3 белый слон · d3 чёрный конь · d2 чёрная пешка · c1 чёрный слон · e1 чёрная ладья · f1 чёрный слон · g1 чёрный ферзь | d8 белый слон · b7 белый король · c7 белая пешка · c6 чёрная пешка · b5 белый конь · c5 чёрный король · d5 чёрная пешка · f5 белый конь · a4 белый ферзь · f4 чёрная пешка · b3 белый слон · d3 чёрный конь · d2 чёрная пешка · c1 чёрный слон · e1 чёрная ладья · f1 чёрный слон · g1 чёрный ферзь | d8 белый слон · b7 белый король · c7 белая пешка · c6 чёрная пешка · b5 белый конь · c5 чёрный король · d5 чёрная пешка · f5 белый конь · a4 белый ферзь · f4 чёрная пешка · b3 белый слон · d3 чёрный конь · d2 чёрная пешка · c1 чёрный слон · e1 чёрная ладья · f1 чёрный слон · g1 чёрный ферзь | d8 белый слон · b7 белый король · c7 белая пешка · c6 чёрная пешка · b5 белый конь · c5 чёрный король · d5 чёрная пешка · f5 белый конь · a4 белый ферзь · f4 чёрная пешка · b3 белый слон · d3 чёрный конь · d2 чёрная пешка · c1 чёрный слон · e1 чёрная ладья · f1 чёрный слон · g1 чёрный ферзь | d8 белый слон · b7 белый король · c7 белая пешка · c6 чёрная пешка · b5 белый конь · c5 чёрный король · d5 чёрная пешка · f5 белый конь · a4 белый ферзь · f4 чёрная пешка · b3 белый слон · d3 чёрный конь · d2 чёрная пешка · c1 чёрный слон · e1 чёрная ладья · f1 чёрный слон · g1 чёрный ферзь | d8 белый слон · b7 белый король · c7 белая пешка · c6 чёрная пешка · b5 белый конь · c5 чёрный король · d5 чёрная пешка · f5 белый конь · a4 белый ферзь · f4 чёрная пешка · b3 белый слон · d3 чёрный конь · d2 чёрная пешка · c1 чёрный слон · e1 чёрная ладья · f1 чёрный слон · g1 чёрный ферзь | 8 |
| 7 | d8 белый слон · b7 белый король · c7 белая пешка · c6 чёрная пешка · b5 белый конь · c5 чёрный король · d5 чёрная пешка · f5 белый конь · a4 белый ферзь · f4 чёрная пешка · b3 белый слон · d3 чёрный конь · d2 чёрная пешка · c1 чёрный слон · e1 чёрная ладья · f1 чёрный слон · g1 чёрный ферзь | d8 белый слон · b7 белый король · c7 белая пешка · c6 чёрная пешка · b5 белый конь · c5 чёрный король · d5 чёрная пешка · f5 белый конь · a4 белый ферзь · f4 чёрная пешка · b3 белый слон · d3 чёрный конь · d2 чёрная пешка · c1 чёрный слон · e1 чёрная ладья · f1 чёрный слон · g1 чёрный ферзь | d8 белый слон · b7 белый король · c7 белая пешка · c6 чёрная пешка · b5 белый конь · c5 чёрный король · d5 чёрная пешка · f5 белый конь · a4 белый ферзь · f4 чёрная пешка · b3 белый слон · d3 чёрный конь · d2 чёрная пешка · c1 чёрный слон · e1 чёрная ладья · f1 чёрный слон · g1 чёрный ферзь | d8 белый слон · b7 белый король · c7 белая пешка · c6 чёрная пешка · b5 белый конь · c5 чёрный король · d5 чёрная пешка · f5 белый конь · a4 белый ферзь · f4 чёрная пешка · b3 белый слон · d3 чёрный конь · d2 чёрная пешка · c1 чёрный слон · e1 чёрная ладья · f1 чёрный слон · g1 чёрный ферзь | d8 белый слон · b7 белый король · c7 белая пешка · c6 чёрная пешка · b5 белый конь · c5 чёрный король · d5 чёрная пешка · f5 белый конь · a4 белый ферзь · f4 чёрная пешка · b3 белый слон · d3 чёрный конь · d2 чёрная пешка · c1 чёрный слон · e1 чёрная ладья · f1 чёрный слон · g1 чёрный ферзь | d8 белый слон · b7 белый король · c7 белая пешка · c6 чёрная пешка · b5 белый конь · c5 чёрный король · d5 чёрная пешка · f5 белый конь · a4 белый ферзь · f4 чёрная пешка · b3 белый слон · d3 чёрный конь · d2 чёрная пешка · c1 чёрный слон · e1 чёрная ладья · f1 чёрный слон · g1 чёрный ферзь | d8 белый слон · b7 белый король · c7 белая пешка · c6 чёрная пешка · b5 белый конь · c5 чёрный король · d5 чёрная пешка · f5 белый конь · a4 белый ферзь · f4 чёрная пешка · b3 белый слон · d3 чёрный конь · d2 чёрная пешка · c1 чёрный слон · e1 чёрная ладья · f1 чёрный слон · g1 чёрный ферзь | d8 белый слон · b7 белый король · c7 белая пешка · c6 чёрная пешка · b5 белый конь · c5 чёрный король · d5 чёрная пешка · f5 белый конь · a4 белый ферзь · f4 чёрная пешка · b3 белый слон · d3 чёрный конь · d2 чёрная пешка · c1 чёрный слон · e1 чёрная ладья · f1 чёрный слон · g1 чёрный ферзь | 7 |
| 6 | d8 белый слон · b7 белый король · c7 белая пешка · c6 чёрная пешка · b5 белый конь · c5 чёрный король · d5 чёрная пешка · f5 белый конь · a4 белый ферзь · f4 чёрная пешка · b3 белый слон · d3 чёрный конь · d2 чёрная пешка · c1 чёрный слон · e1 чёрная ладья · f1 чёрный слон · g1 чёрный ферзь | d8 белый слон · b7 белый король · c7 белая пешка · c6 чёрная пешка · b5 белый конь · c5 чёрный король · d5 чёрная пешка · f5 белый конь · a4 белый ферзь · f4 чёрная пешка · b3 белый слон · d3 чёрный конь · d2 чёрная пешка · c1 чёрный слон · e1 чёрная ладья · f1 чёрный слон · g1 чёрный ферзь | d8 белый слон · b7 белый король · c7 белая пешка · c6 чёрная пешка · b5 белый конь · c5 чёрный король · d5 чёрная пешка · f5 белый конь · a4 белый ферзь · f4 чёрная пешка · b3 белый слон · d3 чёрный конь · d2 чёрная пешка · c1 чёрный слон · e1 чёрная ладья · f1 чёрный слон · g1 чёрный ферзь | d8 белый слон · b7 белый король · c7 белая пешка · c6 чёрная пешка · b5 белый конь · c5 чёрный король · d5 чёрная пешка · f5 белый конь · a4 белый ферзь · f4 чёрная пешка · b3 белый слон · d3 чёрный конь · d2 чёрная пешка · c1 чёрный слон · e1 чёрная ладья · f1 чёрный слон · g1 чёрный ферзь | d8 белый слон · b7 белый король · c7 белая пешка · c6 чёрная пешка · b5 белый конь · c5 чёрный король · d5 чёрная пешка · f5 белый конь · a4 белый ферзь · f4 чёрная пешка · b3 белый слон · d3 чёрный конь · d2 чёрная пешка · c1 чёрный слон · e1 чёрная ладья · f1 чёрный слон · g1 чёрный ферзь | d8 белый слон · b7 белый король · c7 белая пешка · c6 чёрная пешка · b5 белый конь · c5 чёрный король · d5 чёрная пешка · f5 белый конь · a4 белый ферзь · f4 чёрная пешка · b3 белый слон · d3 чёрный конь · d2 чёрная пешка · c1 чёрный слон · e1 чёрная ладья · f1 чёрный слон · g1 чёрный ферзь | d8 белый слон · b7 белый король · c7 белая пешка · c6 чёрная пешка · b5 белый конь · c5 чёрный король · d5 чёрная пешка · f5 белый конь · a4 белый ферзь · f4 чёрная пешка · b3 белый слон · d3 чёрный конь · d2 чёрная пешка · c1 чёрный слон · e1 чёрная ладья · f1 чёрный слон · g1 чёрный ферзь | d8 белый слон · b7 белый король · c7 белая пешка · c6 чёрная пешка · b5 белый конь · c5 чёрный король · d5 чёрная пешка · f5 белый конь · a4 белый ферзь · f4 чёрная пешка · b3 белый слон · d3 чёрный конь · d2 чёрная пешка · c1 чёрный слон · e1 чёрная ладья · f1 чёрный слон · g1 чёрный ферзь | 6 |
| 5 | d8 белый слон · b7 белый король · c7 белая пешка · c6 чёрная пешка · b5 белый конь · c5 чёрный король · d5 чёрная пешка · f5 белый конь · a4 белый ферзь · f4 чёрная пешка · b3 белый слон · d3 чёрный конь · d2 чёрная пешка · c1 чёрный слон · e1 чёрная ладья · f1 чёрный слон · g1 чёрный ферзь | d8 белый слон · b7 белый король · c7 белая пешка · c6 чёрная пешка · b5 белый конь · c5 чёрный король · d5 чёрная пешка · f5 белый конь · a4 белый ферзь · f4 чёрная пешка · b3 белый слон · d3 чёрный конь · d2 чёрная пешка · c1 чёрный слон · e1 чёрная ладья · f1 чёрный слон · g1 чёрный ферзь | d8 белый слон · b7 белый король · c7 белая пешка · c6 чёрная пешка · b5 белый конь · c5 чёрный король · d5 чёрная пешка · f5 белый конь · a4 белый ферзь · f4 чёрная пешка · b3 белый слон · d3 чёрный конь · d2 чёрная пешка · c1 чёрный слон · e1 чёрная ладья · f1 чёрный слон · g1 чёрный ферзь | d8 белый слон · b7 белый король · c7 белая пешка · c6 чёрная пешка · b5 белый конь · c5 чёрный король · d5 чёрная пешка · f5 белый конь · a4 белый ферзь · f4 чёрная пешка · b3 белый слон · d3 чёрный конь · d2 чёрная пешка · c1 чёрный слон · e1 чёрная ладья · f1 чёрный слон · g1 чёрный ферзь | d8 белый слон · b7 белый король · c7 белая пешка · c6 чёрная пешка · b5 белый конь · c5 чёрный король · d5 чёрная пешка · f5 белый конь · a4 белый ферзь · f4 чёрная пешка · b3 белый слон · d3 чёрный конь · d2 чёрная пешка · c1 чёрный слон · e1 чёрная ладья · f1 чёрный слон · g1 чёрный ферзь | d8 белый слон · b7 белый король · c7 белая пешка · c6 чёрная пешка · b5 белый конь · c5 чёрный король · d5 чёрная пешка · f5 белый конь · a4 белый ферзь · f4 чёрная пешка · b3 белый слон · d3 чёрный конь · d2 чёрная пешка · c1 чёрный слон · e1 чёрная ладья · f1 чёрный слон · g1 чёрный ферзь | d8 белый слон · b7 белый король · c7 белая пешка · c6 чёрная пешка · b5 белый конь · c5 чёрный король · d5 чёрная пешка · f5 белый конь · a4 белый ферзь · f4 чёрная пешка · b3 белый слон · d3 чёрный конь · d2 чёрная пешка · c1 чёрный слон · e1 чёрная ладья · f1 чёрный слон · g1 чёрный ферзь | d8 белый слон · b7 белый король · c7 белая пешка · c6 чёрная пешка · b5 белый конь · c5 чёрный король · d5 чёрная пешка · f5 белый конь · a4 белый ферзь · f4 чёрная пешка · b3 белый слон · d3 чёрный конь · d2 чёрная пешка · c1 чёрный слон · e1 чёрная ладья · f1 чёрный слон · g1 чёрный ферзь | 5 |
| 4 | d8 белый слон · b7 белый король · c7 белая пешка · c6 чёрная пешка · b5 белый конь · c5 чёрный король · d5 чёрная пешка · f5 белый конь · a4 белый ферзь · f4 чёрная пешка · b3 белый слон · d3 чёрный конь · d2 чёрная пешка · c1 чёрный слон · e1 чёрная ладья · f1 чёрный слон · g1 чёрный ферзь | d8 белый слон · b7 белый король · c7 белая пешка · c6 чёрная пешка · b5 белый конь · c5 чёрный король · d5 чёрная пешка · f5 белый конь · a4 белый ферзь · f4 чёрная пешка · b3 белый слон · d3 чёрный конь · d2 чёрная пешка · c1 чёрный слон · e1 чёрная ладья · f1 чёрный слон · g1 чёрный ферзь | d8 белый слон · b7 белый король · c7 белая пешка · c6 чёрная пешка · b5 белый конь · c5 чёрный король · d5 чёрная пешка · f5 белый конь · a4 белый ферзь · f4 чёрная пешка · b3 белый слон · d3 чёрный конь · d2 чёрная пешка · c1 чёрный слон · e1 чёрная ладья · f1 чёрный слон · g1 чёрный ферзь | d8 белый слон · b7 белый король · c7 белая пешка · c6 чёрная пешка · b5 белый конь · c5 чёрный король · d5 чёрная пешка · f5 белый конь · a4 белый ферзь · f4 чёрная пешка · b3 белый слон · d3 чёрный конь · d2 чёрная пешка · c1 чёрный слон · e1 чёрная ладья · f1 чёрный слон · g1 чёрный ферзь | d8 белый слон · b7 белый король · c7 белая пешка · c6 чёрная пешка · b5 белый конь · c5 чёрный король · d5 чёрная пешка · f5 белый конь · a4 белый ферзь · f4 чёрная пешка · b3 белый слон · d3 чёрный конь · d2 чёрная пешка · c1 чёрный слон · e1 чёрная ладья · f1 чёрный слон · g1 чёрный ферзь | d8 белый слон · b7 белый король · c7 белая пешка · c6 чёрная пешка · b5 белый конь · c5 чёрный король · d5 чёрная пешка · f5 белый конь · a4 белый ферзь · f4 чёрная пешка · b3 белый слон · d3 чёрный конь · d2 чёрная пешка · c1 чёрный слон · e1 чёрная ладья · f1 чёрный слон · g1 чёрный ферзь | d8 белый слон · b7 белый король · c7 белая пешка · c6 чёрная пешка · b5 белый конь · c5 чёрный король · d5 чёрная пешка · f5 белый конь · a4 белый ферзь · f4 чёрная пешка · b3 белый слон · d3 чёрный конь · d2 чёрная пешка · c1 чёрный слон · e1 чёрная ладья · f1 чёрный слон · g1 чёрный ферзь | d8 белый слон · b7 белый король · c7 белая пешка · c6 чёрная пешка · b5 белый конь · c5 чёрный король · d5 чёрная пешка · f5 белый конь · a4 белый ферзь · f4 чёрная пешка · b3 белый слон · d3 чёрный конь · d2 чёрная пешка · c1 чёрный слон · e1 чёрная ладья · f1 чёрный слон · g1 чёрный ферзь | 4 |
| 3 | d8 белый слон · b7 белый король · c7 белая пешка · c6 чёрная пешка · b5 белый конь · c5 чёрный король · d5 чёрная пешка · f5 белый конь · a4 белый ферзь · f4 чёрная пешка · b3 белый слон · d3 чёрный конь · d2 чёрная пешка · c1 чёрный слон · e1 чёрная ладья · f1 чёрный слон · g1 чёрный ферзь | d8 белый слон · b7 белый король · c7 белая пешка · c6 чёрная пешка · b5 белый конь · c5 чёрный король · d5 чёрная пешка · f5 белый конь · a4 белый ферзь · f4 чёрная пешка · b3 белый слон · d3 чёрный конь · d2 чёрная пешка · c1 чёрный слон · e1 чёрная ладья · f1 чёрный слон · g1 чёрный ферзь | d8 белый слон · b7 белый король · c7 белая пешка · c6 чёрная пешка · b5 белый конь · c5 чёрный король · d5 чёрная пешка · f5 белый конь · a4 белый ферзь · f4 чёрная пешка · b3 белый слон · d3 чёрный конь · d2 чёрная пешка · c1 чёрный слон · e1 чёрная ладья · f1 чёрный слон · g1 чёрный ферзь | d8 белый слон · b7 белый король · c7 белая пешка · c6 чёрная пешка · b5 белый конь · c5 чёрный король · d5 чёрная пешка · f5 белый конь · a4 белый ферзь · f4 чёрная пешка · b3 белый слон · d3 чёрный конь · d2 чёрная пешка · c1 чёрный слон · e1 чёрная ладья · f1 чёрный слон · g1 чёрный ферзь | d8 белый слон · b7 белый король · c7 белая пешка · c6 чёрная пешка · b5 белый конь · c5 чёрный король · d5 чёрная пешка · f5 белый конь · a4 белый ферзь · f4 чёрная пешка · b3 белый слон · d3 чёрный конь · d2 чёрная пешка · c1 чёрный слон · e1 чёрная ладья · f1 чёрный слон · g1 чёрный ферзь | d8 белый слон · b7 белый король · c7 белая пешка · c6 чёрная пешка · b5 белый конь · c5 чёрный король · d5 чёрная пешка · f5 белый конь · a4 белый ферзь · f4 чёрная пешка · b3 белый слон · d3 чёрный конь · d2 чёрная пешка · c1 чёрный слон · e1 чёрная ладья · f1 чёрный слон · g1 чёрный ферзь | d8 белый слон · b7 белый король · c7 белая пешка · c6 чёрная пешка · b5 белый конь · c5 чёрный король · d5 чёрная пешка · f5 белый конь · a4 белый ферзь · f4 чёрная пешка · b3 белый слон · d3 чёрный конь · d2 чёрная пешка · c1 чёрный слон · e1 чёрная ладья · f1 чёрный слон · g1 чёрный ферзь | d8 белый слон · b7 белый король · c7 белая пешка · c6 чёрная пешка · b5 белый конь · c5 чёрный король · d5 чёрная пешка · f5 белый конь · a4 белый ферзь · f4 чёрная пешка · b3 белый слон · d3 чёрный конь · d2 чёрная пешка · c1 чёрный слон · e1 чёрная ладья · f1 чёрный слон · g1 чёрный ферзь | 3 |
| 2 | d8 белый слон · b7 белый король · c7 белая пешка · c6 чёрная пешка · b5 белый конь · c5 чёрный король · d5 чёрная пешка · f5 белый конь · a4 белый ферзь · f4 чёрная пешка · b3 белый слон · d3 чёрный конь · d2 чёрная пешка · c1 чёрный слон · e1 чёрная ладья · f1 чёрный слон · g1 чёрный ферзь | d8 белый слон · b7 белый король · c7 белая пешка · c6 чёрная пешка · b5 белый конь · c5 чёрный король · d5 чёрная пешка · f5 белый конь · a4 белый ферзь · f4 чёрная пешка · b3 белый слон · d3 чёрный конь · d2 чёрная пешка · c1 чёрный слон · e1 чёрная ладья · f1 чёрный слон · g1 чёрный ферзь | d8 белый слон · b7 белый король · c7 белая пешка · c6 чёрная пешка · b5 белый конь · c5 чёрный король · d5 чёрная пешка · f5 белый конь · a4 белый ферзь · f4 чёрная пешка · b3 белый слон · d3 чёрный конь · d2 чёрная пешка · c1 чёрный слон · e1 чёрная ладья · f1 чёрный слон · g1 чёрный ферзь | d8 белый слон · b7 белый король · c7 белая пешка · c6 чёрная пешка · b5 белый конь · c5 чёрный король · d5 чёрная пешка · f5 белый конь · a4 белый ферзь · f4 чёрная пешка · b3 белый слон · d3 чёрный конь · d2 чёрная пешка · c1 чёрный слон · e1 чёрная ладья · f1 чёрный слон · g1 чёрный ферзь | d8 белый слон · b7 белый король · c7 белая пешка · c6 чёрная пешка · b5 белый конь · c5 чёрный король · d5 чёрная пешка · f5 белый конь · a4 белый ферзь · f4 чёрная пешка · b3 белый слон · d3 чёрный конь · d2 чёрная пешка · c1 чёрный слон · e1 чёрная ладья · f1 чёрный слон · g1 чёрный ферзь | d8 белый слон · b7 белый король · c7 белая пешка · c6 чёрная пешка · b5 белый конь · c5 чёрный король · d5 чёрная пешка · f5 белый конь · a4 белый ферзь · f4 чёрная пешка · b3 белый слон · d3 чёрный конь · d2 чёрная пешка · c1 чёрный слон · e1 чёрная ладья · f1 чёрный слон · g1 чёрный ферзь | d8 белый слон · b7 белый король · c7 белая пешка · c6 чёрная пешка · b5 белый конь · c5 чёрный король · d5 чёрная пешка · f5 белый конь · a4 белый ферзь · f4 чёрная пешка · b3 белый слон · d3 чёрный конь · d2 чёрная пешка · c1 чёрный слон · e1 чёрная ладья · f1 чёрный слон · g1 чёрный ферзь | d8 белый слон · b7 белый король · c7 белая пешка · c6 чёрная пешка · b5 белый конь · c5 чёрный король · d5 чёрная пешка · f5 белый конь · a4 белый ферзь · f4 чёрная пешка · b3 белый слон · d3 чёрный конь · d2 чёрная пешка · c1 чёрный слон · e1 чёрная ладья · f1 чёрный слон · g1 чёрный ферзь | 2 |
| 1 | d8 белый слон · b7 белый король · c7 белая пешка · c6 чёрная пешка · b5 белый конь · c5 чёрный король · d5 чёрная пешка · f5 белый конь · a4 белый ферзь · f4 чёрная пешка · b3 белый слон · d3 чёрный конь · d2 чёрная пешка · c1 чёрный слон · e1 чёрная ладья · f1 чёрный слон · g1 чёрный ферзь | d8 белый слон · b7 белый король · c7 белая пешка · c6 чёрная пешка · b5 белый конь · c5 чёрный король · d5 чёрная пешка · f5 белый конь · a4 белый ферзь · f4 чёрная пешка · b3 белый слон · d3 чёрный конь · d2 чёрная пешка · c1 чёрный слон · e1 чёрная ладья · f1 чёрный слон · g1 чёрный ферзь | d8 белый слон · b7 белый король · c7 белая пешка · c6 чёрная пешка · b5 белый конь · c5 чёрный король · d5 чёрная пешка · f5 белый конь · a4 белый ферзь · f4 чёрная пешка · b3 белый слон · d3 чёрный конь · d2 чёрная пешка · c1 чёрный слон · e1 чёрная ладья · f1 чёрный слон · g1 чёрный ферзь | d8 белый слон · b7 белый король · c7 белая пешка · c6 чёрная пешка · b5 белый конь · c5 чёрный король · d5 чёрная пешка · f5 белый конь · a4 белый ферзь · f4 чёрная пешка · b3 белый слон · d3 чёрный конь · d2 чёрная пешка · c1 чёрный слон · e1 чёрная ладья · f1 чёрный слон · g1 чёрный ферзь | d8 белый слон · b7 белый король · c7 белая пешка · c6 чёрная пешка · b5 белый конь · c5 чёрный король · d5 чёрная пешка · f5 белый конь · a4 белый ферзь · f4 чёрная пешка · b3 белый слон · d3 чёрный конь · d2 чёрная пешка · c1 чёрный слон · e1 чёрная ладья · f1 чёрный слон · g1 чёрный ферзь | d8 белый слон · b7 белый король · c7 белая пешка · c6 чёрная пешка · b5 белый конь · c5 чёрный король · d5 чёрная пешка · f5 белый конь · a4 белый ферзь · f4 чёрная пешка · b3 белый слон · d3 чёрный конь · d2 чёрная пешка · c1 чёрный слон · e1 чёрная ладья · f1 чёрный слон · g1 чёрный ферзь | d8 белый слон · b7 белый король · c7 белая пешка · c6 чёрная пешка · b5 белый конь · c5 чёрный король · d5 чёрная пешка · f5 белый конь · a4 белый ферзь · f4 чёрная пешка · b3 белый слон · d3 чёрный конь · d2 чёрная пешка · c1 чёрный слон · e1 чёрная ладья · f1 чёрный слон · g1 чёрный ферзь | d8 белый слон · b7 белый король · c7 белая пешка · c6 чёрная пешка · b5 белый конь · c5 чёрный король · d5 чёрная пешка · f5 белый конь · a4 белый ферзь · f4 чёрная пешка · b3 белый слон · d3 чёрный конь · d2 чёрная пешка · c1 чёрный слон · e1 чёрная ладья · f1 чёрный слон · g1 чёрный ферзь | 1 |
|   | a | b | c | d | e | f | g | h |   |

1.Кa3? Kb2! (2.Фa3#?)

1.Кa7? Kb4! (2.Фa7#?)

1.Кbd4? Kf2! (2.Фd4#?)

1.Кbd6? Ke5! (2.Ce7#?)

1.Кc3! — 2.Фa5#

1...Kb2 2.Фa3#, 1...Kb4 2.Фa7#,

1...Kf2 2.Фd4#, 1...Ke5 2.Ce7#

|   | a | b | c | d | e | f | g | h |   |
| - | --- | --- | --- | --- | --- | --- | --- | --- | - |
| 8 | h8 чёрная ладья · g7 белый слон · f6 белая ладья · b5 белая ладья · c5 белый конь · d5 чёрная пешка · e5 чёрный конь · d4 чёрный король · e4 белая пешка · g4 белая пешка · e3 чёрная пешка · a2 белый слон · b2 белая пешка · g2 чёрная пешка · d1 белый король · g1 белый ферзь | h8 чёрная ладья · g7 белый слон · f6 белая ладья · b5 белая ладья · c5 белый конь · d5 чёрная пешка · e5 чёрный конь · d4 чёрный король · e4 белая пешка · g4 белая пешка · e3 чёрная пешка · a2 белый слон · b2 белая пешка · g2 чёрная пешка · d1 белый король · g1 белый ферзь | h8 чёрная ладья · g7 белый слон · f6 белая ладья · b5 белая ладья · c5 белый конь · d5 чёрная пешка · e5 чёрный конь · d4 чёрный король · e4 белая пешка · g4 белая пешка · e3 чёрная пешка · a2 белый слон · b2 белая пешка · g2 чёрная пешка · d1 белый король · g1 белый ферзь | h8 чёрная ладья · g7 белый слон · f6 белая ладья · b5 белая ладья · c5 белый конь · d5 чёрная пешка · e5 чёрный конь · d4 чёрный король · e4 белая пешка · g4 белая пешка · e3 чёрная пешка · a2 белый слон · b2 белая пешка · g2 чёрная пешка · d1 белый король · g1 белый ферзь | h8 чёрная ладья · g7 белый слон · f6 белая ладья · b5 белая ладья · c5 белый конь · d5 чёрная пешка · e5 чёрный конь · d4 чёрный король · e4 белая пешка · g4 белая пешка · e3 чёрная пешка · a2 белый слон · b2 белая пешка · g2 чёрная пешка · d1 белый король · g1 белый ферзь | h8 чёрная ладья · g7 белый слон · f6 белая ладья · b5 белая ладья · c5 белый конь · d5 чёрная пешка · e5 чёрный конь · d4 чёрный король · e4 белая пешка · g4 белая пешка · e3 чёрная пешка · a2 белый слон · b2 белая пешка · g2 чёрная пешка · d1 белый король · g1 белый ферзь | h8 чёрная ладья · g7 белый слон · f6 белая ладья · b5 белая ладья · c5 белый конь · d5 чёрная пешка · e5 чёрный конь · d4 чёрный король · e4 белая пешка · g4 белая пешка · e3 чёрная пешка · a2 белый слон · b2 белая пешка · g2 чёрная пешка · d1 белый король · g1 белый ферзь | h8 чёрная ладья · g7 белый слон · f6 белая ладья · b5 белая ладья · c5 белый конь · d5 чёрная пешка · e5 чёрный конь · d4 чёрный король · e4 белая пешка · g4 белая пешка · e3 чёрная пешка · a2 белый слон · b2 белая пешка · g2 чёрная пешка · d1 белый король · g1 белый ферзь | 8 |
| 7 | h8 чёрная ладья · g7 белый слон · f6 белая ладья · b5 белая ладья · c5 белый конь · d5 чёрная пешка · e5 чёрный конь · d4 чёрный король · e4 белая пешка · g4 белая пешка · e3 чёрная пешка · a2 белый слон · b2 белая пешка · g2 чёрная пешка · d1 белый король · g1 белый ферзь | h8 чёрная ладья · g7 белый слон · f6 белая ладья · b5 белая ладья · c5 белый конь · d5 чёрная пешка · e5 чёрный конь · d4 чёрный король · e4 белая пешка · g4 белая пешка · e3 чёрная пешка · a2 белый слон · b2 белая пешка · g2 чёрная пешка · d1 белый король · g1 белый ферзь | h8 чёрная ладья · g7 белый слон · f6 белая ладья · b5 белая ладья · c5 белый конь · d5 чёрная пешка · e5 чёрный конь · d4 чёрный король · e4 белая пешка · g4 белая пешка · e3 чёрная пешка · a2 белый слон · b2 белая пешка · g2 чёрная пешка · d1 белый король · g1 белый ферзь | h8 чёрная ладья · g7 белый слон · f6 белая ладья · b5 белая ладья · c5 белый конь · d5 чёрная пешка · e5 чёрный конь · d4 чёрный король · e4 белая пешка · g4 белая пешка · e3 чёрная пешка · a2 белый слон · b2 белая пешка · g2 чёрная пешка · d1 белый король · g1 белый ферзь | h8 чёрная ладья · g7 белый слон · f6 белая ладья · b5 белая ладья · c5 белый конь · d5 чёрная пешка · e5 чёрный конь · d4 чёрный король · e4 белая пешка · g4 белая пешка · e3 чёрная пешка · a2 белый слон · b2 белая пешка · g2 чёрная пешка · d1 белый король · g1 белый ферзь | h8 чёрная ладья · g7 белый слон · f6 белая ладья · b5 белая ладья · c5 белый конь · d5 чёрная пешка · e5 чёрный конь · d4 чёрный король · e4 белая пешка · g4 белая пешка · e3 чёрная пешка · a2 белый слон · b2 белая пешка · g2 чёрная пешка · d1 белый король · g1 белый ферзь | h8 чёрная ладья · g7 белый слон · f6 белая ладья · b5 белая ладья · c5 белый конь · d5 чёрная пешка · e5 чёрный конь · d4 чёрный король · e4 белая пешка · g4 белая пешка · e3 чёрная пешка · a2 белый слон · b2 белая пешка · g2 чёрная пешка · d1 белый король · g1 белый ферзь | h8 чёрная ладья · g7 белый слон · f6 белая ладья · b5 белая ладья · c5 белый конь · d5 чёрная пешка · e5 чёрный конь · d4 чёрный король · e4 белая пешка · g4 белая пешка · e3 чёрная пешка · a2 белый слон · b2 белая пешка · g2 чёрная пешка · d1 белый король · g1 белый ферзь | 7 |
| 6 | h8 чёрная ладья · g7 белый слон · f6 белая ладья · b5 белая ладья · c5 белый конь · d5 чёрная пешка · e5 чёрный конь · d4 чёрный король · e4 белая пешка · g4 белая пешка · e3 чёрная пешка · a2 белый слон · b2 белая пешка · g2 чёрная пешка · d1 белый король · g1 белый ферзь | h8 чёрная ладья · g7 белый слон · f6 белая ладья · b5 белая ладья · c5 белый конь · d5 чёрная пешка · e5 чёрный конь · d4 чёрный король · e4 белая пешка · g4 белая пешка · e3 чёрная пешка · a2 белый слон · b2 белая пешка · g2 чёрная пешка · d1 белый король · g1 белый ферзь | h8 чёрная ладья · g7 белый слон · f6 белая ладья · b5 белая ладья · c5 белый конь · d5 чёрная пешка · e5 чёрный конь · d4 чёрный король · e4 белая пешка · g4 белая пешка · e3 чёрная пешка · a2 белый слон · b2 белая пешка · g2 чёрная пешка · d1 белый король · g1 белый ферзь | h8 чёрная ладья · g7 белый слон · f6 белая ладья · b5 белая ладья · c5 белый конь · d5 чёрная пешка · e5 чёрный конь · d4 чёрный король · e4 белая пешка · g4 белая пешка · e3 чёрная пешка · a2 белый слон · b2 белая пешка · g2 чёрная пешка · d1 белый король · g1 белый ферзь | h8 чёрная ладья · g7 белый слон · f6 белая ладья · b5 белая ладья · c5 белый конь · d5 чёрная пешка · e5 чёрный конь · d4 чёрный король · e4 белая пешка · g4 белая пешка · e3 чёрная пешка · a2 белый слон · b2 белая пешка · g2 чёрная пешка · d1 белый король · g1 белый ферзь | h8 чёрная ладья · g7 белый слон · f6 белая ладья · b5 белая ладья · c5 белый конь · d5 чёрная пешка · e5 чёрный конь · d4 чёрный король · e4 белая пешка · g4 белая пешка · e3 чёрная пешка · a2 белый слон · b2 белая пешка · g2 чёрная пешка · d1 белый король · g1 белый ферзь | h8 чёрная ладья · g7 белый слон · f6 белая ладья · b5 белая ладья · c5 белый конь · d5 чёрная пешка · e5 чёрный конь · d4 чёрный король · e4 белая пешка · g4 белая пешка · e3 чёрная пешка · a2 белый слон · b2 белая пешка · g2 чёрная пешка · d1 белый король · g1 белый ферзь | h8 чёрная ладья · g7 белый слон · f6 белая ладья · b5 белая ладья · c5 белый конь · d5 чёрная пешка · e5 чёрный конь · d4 чёрный король · e4 белая пешка · g4 белая пешка · e3 чёрная пешка · a2 белый слон · b2 белая пешка · g2 чёрная пешка · d1 белый король · g1 белый ферзь | 6 |
| 5 | h8 чёрная ладья · g7 белый слон · f6 белая ладья · b5 белая ладья · c5 белый конь · d5 чёрная пешка · e5 чёрный конь · d4 чёрный король · e4 белая пешка · g4 белая пешка · e3 чёрная пешка · a2 белый слон · b2 белая пешка · g2 чёрная пешка · d1 белый король · g1 белый ферзь | h8 чёрная ладья · g7 белый слон · f6 белая ладья · b5 белая ладья · c5 белый конь · d5 чёрная пешка · e5 чёрный конь · d4 чёрный король · e4 белая пешка · g4 белая пешка · e3 чёрная пешка · a2 белый слон · b2 белая пешка · g2 чёрная пешка · d1 белый король · g1 белый ферзь | h8 чёрная ладья · g7 белый слон · f6 белая ладья · b5 белая ладья · c5 белый конь · d5 чёрная пешка · e5 чёрный конь · d4 чёрный король · e4 белая пешка · g4 белая пешка · e3 чёрная пешка · a2 белый слон · b2 белая пешка · g2 чёрная пешка · d1 белый король · g1 белый ферзь | h8 чёрная ладья · g7 белый слон · f6 белая ладья · b5 белая ладья · c5 белый конь · d5 чёрная пешка · e5 чёрный конь · d4 чёрный король · e4 белая пешка · g4 белая пешка · e3 чёрная пешка · a2 белый слон · b2 белая пешка · g2 чёрная пешка · d1 белый король · g1 белый ферзь | h8 чёрная ладья · g7 белый слон · f6 белая ладья · b5 белая ладья · c5 белый конь · d5 чёрная пешка · e5 чёрный конь · d4 чёрный король · e4 белая пешка · g4 белая пешка · e3 чёрная пешка · a2 белый слон · b2 белая пешка · g2 чёрная пешка · d1 белый король · g1 белый ферзь | h8 чёрная ладья · g7 белый слон · f6 белая ладья · b5 белая ладья · c5 белый конь · d5 чёрная пешка · e5 чёрный конь · d4 чёрный король · e4 белая пешка · g4 белая пешка · e3 чёрная пешка · a2 белый слон · b2 белая пешка · g2 чёрная пешка · d1 белый король · g1 белый ферзь | h8 чёрная ладья · g7 белый слон · f6 белая ладья · b5 белая ладья · c5 белый конь · d5 чёрная пешка · e5 чёрный конь · d4 чёрный король · e4 белая пешка · g4 белая пешка · e3 чёрная пешка · a2 белый слон · b2 белая пешка · g2 чёрная пешка · d1 белый король · g1 белый ферзь | h8 чёрная ладья · g7 белый слон · f6 белая ладья · b5 белая ладья · c5 белый конь · d5 чёрная пешка · e5 чёрный конь · d4 чёрный король · e4 белая пешка · g4 белая пешка · e3 чёрная пешка · a2 белый слон · b2 белая пешка · g2 чёрная пешка · d1 белый король · g1 белый ферзь | 5 |
| 4 | h8 чёрная ладья · g7 белый слон · f6 белая ладья · b5 белая ладья · c5 белый конь · d5 чёрная пешка · e5 чёрный конь · d4 чёрный король · e4 белая пешка · g4 белая пешка · e3 чёрная пешка · a2 белый слон · b2 белая пешка · g2 чёрная пешка · d1 белый король · g1 белый ферзь | h8 чёрная ладья · g7 белый слон · f6 белая ладья · b5 белая ладья · c5 белый конь · d5 чёрная пешка · e5 чёрный конь · d4 чёрный король · e4 белая пешка · g4 белая пешка · e3 чёрная пешка · a2 белый слон · b2 белая пешка · g2 чёрная пешка · d1 белый король · g1 белый ферзь | h8 чёрная ладья · g7 белый слон · f6 белая ладья · b5 белая ладья · c5 белый конь · d5 чёрная пешка · e5 чёрный конь · d4 чёрный король · e4 белая пешка · g4 белая пешка · e3 чёрная пешка · a2 белый слон · b2 белая пешка · g2 чёрная пешка · d1 белый король · g1 белый ферзь | h8 чёрная ладья · g7 белый слон · f6 белая ладья · b5 белая ладья · c5 белый конь · d5 чёрная пешка · e5 чёрный конь · d4 чёрный король · e4 белая пешка · g4 белая пешка · e3 чёрная пешка · a2 белый слон · b2 белая пешка · g2 чёрная пешка · d1 белый король · g1 белый ферзь | h8 чёрная ладья · g7 белый слон · f6 белая ладья · b5 белая ладья · c5 белый конь · d5 чёрная пешка · e5 чёрный конь · d4 чёрный король · e4 белая пешка · g4 белая пешка · e3 чёрная пешка · a2 белый слон · b2 белая пешка · g2 чёрная пешка · d1 белый король · g1 белый ферзь | h8 чёрная ладья · g7 белый слон · f6 белая ладья · b5 белая ладья · c5 белый конь · d5 чёрная пешка · e5 чёрный конь · d4 чёрный король · e4 белая пешка · g4 белая пешка · e3 чёрная пешка · a2 белый слон · b2 белая пешка · g2 чёрная пешка · d1 белый король · g1 белый ферзь | h8 чёрная ладья · g7 белый слон · f6 белая ладья · b5 белая ладья · c5 белый конь · d5 чёрная пешка · e5 чёрный конь · d4 чёрный король · e4 белая пешка · g4 белая пешка · e3 чёрная пешка · a2 белый слон · b2 белая пешка · g2 чёрная пешка · d1 белый король · g1 белый ферзь | h8 чёрная ладья · g7 белый слон · f6 белая ладья · b5 белая ладья · c5 белый конь · d5 чёрная пешка · e5 чёрный конь · d4 чёрный король · e4 белая пешка · g4 белая пешка · e3 чёрная пешка · a2 белый слон · b2 белая пешка · g2 чёрная пешка · d1 белый король · g1 белый ферзь | 4 |
| 3 | h8 чёрная ладья · g7 белый слон · f6 белая ладья · b5 белая ладья · c5 белый конь · d5 чёрная пешка · e5 чёрный конь · d4 чёрный король · e4 белая пешка · g4 белая пешка · e3 чёрная пешка · a2 белый слон · b2 белая пешка · g2 чёрная пешка · d1 белый король · g1 белый ферзь | h8 чёрная ладья · g7 белый слон · f6 белая ладья · b5 белая ладья · c5 белый конь · d5 чёрная пешка · e5 чёрный конь · d4 чёрный король · e4 белая пешка · g4 белая пешка · e3 чёрная пешка · a2 белый слон · b2 белая пешка · g2 чёрная пешка · d1 белый король · g1 белый ферзь | h8 чёрная ладья · g7 белый слон · f6 белая ладья · b5 белая ладья · c5 белый конь · d5 чёрная пешка · e5 чёрный конь · d4 чёрный король · e4 белая пешка · g4 белая пешка · e3 чёрная пешка · a2 белый слон · b2 белая пешка · g2 чёрная пешка · d1 белый король · g1 белый ферзь | h8 чёрная ладья · g7 белый слон · f6 белая ладья · b5 белая ладья · c5 белый конь · d5 чёрная пешка · e5 чёрный конь · d4 чёрный король · e4 белая пешка · g4 белая пешка · e3 чёрная пешка · a2 белый слон · b2 белая пешка · g2 чёрная пешка · d1 белый король · g1 белый ферзь | h8 чёрная ладья · g7 белый слон · f6 белая ладья · b5 белая ладья · c5 белый конь · d5 чёрная пешка · e5 чёрный конь · d4 чёрный король · e4 белая пешка · g4 белая пешка · e3 чёрная пешка · a2 белый слон · b2 белая пешка · g2 чёрная пешка · d1 белый король · g1 белый ферзь | h8 чёрная ладья · g7 белый слон · f6 белая ладья · b5 белая ладья · c5 белый конь · d5 чёрная пешка · e5 чёрный конь · d4 чёрный король · e4 белая пешка · g4 белая пешка · e3 чёрная пешка · a2 белый слон · b2 белая пешка · g2 чёрная пешка · d1 белый король · g1 белый ферзь | h8 чёрная ладья · g7 белый слон · f6 белая ладья · b5 белая ладья · c5 белый конь · d5 чёрная пешка · e5 чёрный конь · d4 чёрный король · e4 белая пешка · g4 белая пешка · e3 чёрная пешка · a2 белый слон · b2 белая пешка · g2 чёрная пешка · d1 белый король · g1 белый ферзь | h8 чёрная ладья · g7 белый слон · f6 белая ладья · b5 белая ладья · c5 белый конь · d5 чёрная пешка · e5 чёрный конь · d4 чёрный король · e4 белая пешка · g4 белая пешка · e3 чёрная пешка · a2 белый слон · b2 белая пешка · g2 чёрная пешка · d1 белый король · g1 белый ферзь | 3 |
| 2 | h8 чёрная ладья · g7 белый слон · f6 белая ладья · b5 белая ладья · c5 белый конь · d5 чёрная пешка · e5 чёрный конь · d4 чёрный король · e4 белая пешка · g4 белая пешка · e3 чёрная пешка · a2 белый слон · b2 белая пешка · g2 чёрная пешка · d1 белый король · g1 белый ферзь | h8 чёрная ладья · g7 белый слон · f6 белая ладья · b5 белая ладья · c5 белый конь · d5 чёрная пешка · e5 чёрный конь · d4 чёрный король · e4 белая пешка · g4 белая пешка · e3 чёрная пешка · a2 белый слон · b2 белая пешка · g2 чёрная пешка · d1 белый король · g1 белый ферзь | h8 чёрная ладья · g7 белый слон · f6 белая ладья · b5 белая ладья · c5 белый конь · d5 чёрная пешка · e5 чёрный конь · d4 чёрный король · e4 белая пешка · g4 белая пешка · e3 чёрная пешка · a2 белый слон · b2 белая пешка · g2 чёрная пешка · d1 белый король · g1 белый ферзь | h8 чёрная ладья · g7 белый слон · f6 белая ладья · b5 белая ладья · c5 белый конь · d5 чёрная пешка · e5 чёрный конь · d4 чёрный король · e4 белая пешка · g4 белая пешка · e3 чёрная пешка · a2 белый слон · b2 белая пешка · g2 чёрная пешка · d1 белый король · g1 белый ферзь | h8 чёрная ладья · g7 белый слон · f6 белая ладья · b5 белая ладья · c5 белый конь · d5 чёрная пешка · e5 чёрный конь · d4 чёрный король · e4 белая пешка · g4 белая пешка · e3 чёрная пешка · a2 белый слон · b2 белая пешка · g2 чёрная пешка · d1 белый король · g1 белый ферзь | h8 чёрная ладья · g7 белый слон · f6 белая ладья · b5 белая ладья · c5 белый конь · d5 чёрная пешка · e5 чёрный конь · d4 чёрный король · e4 белая пешка · g4 белая пешка · e3 чёрная пешка · a2 белый слон · b2 белая пешка · g2 чёрная пешка · d1 белый король · g1 белый ферзь | h8 чёрная ладья · g7 белый слон · f6 белая ладья · b5 белая ладья · c5 белый конь · d5 чёрная пешка · e5 чёрный конь · d4 чёрный король · e4 белая пешка · g4 белая пешка · e3 чёрная пешка · a2 белый слон · b2 белая пешка · g2 чёрная пешка · d1 белый король · g1 белый ферзь | h8 чёрная ладья · g7 белый слон · f6 белая ладья · b5 белая ладья · c5 белый конь · d5 чёрная пешка · e5 чёрный конь · d4 чёрный король · e4 белая пешка · g4 белая пешка · e3 чёрная пешка · a2 белый слон · b2 белая пешка · g2 чёрная пешка · d1 белый король · g1 белый ферзь | 2 |
| 1 | h8 чёрная ладья · g7 белый слон · f6 белая ладья · b5 белая ладья · c5 белый конь · d5 чёрная пешка · e5 чёрный конь · d4 чёрный король · e4 белая пешка · g4 белая пешка · e3 чёрная пешка · a2 белый слон · b2 белая пешка · g2 чёрная пешка · d1 белый король · g1 белый ферзь | h8 чёрная ладья · g7 белый слон · f6 белая ладья · b5 белая ладья · c5 белый конь · d5 чёрная пешка · e5 чёрный конь · d4 чёрный король · e4 белая пешка · g4 белая пешка · e3 чёрная пешка · a2 белый слон · b2 белая пешка · g2 чёрная пешка · d1 белый король · g1 белый ферзь | h8 чёрная ладья · g7 белый слон · f6 белая ладья · b5 белая ладья · c5 белый конь · d5 чёрная пешка · e5 чёрный конь · d4 чёрный король · e4 белая пешка · g4 белая пешка · e3 чёрная пешка · a2 белый слон · b2 белая пешка · g2 чёрная пешка · d1 белый король · g1 белый ферзь | h8 чёрная ладья · g7 белый слон · f6 белая ладья · b5 белая ладья · c5 белый конь · d5 чёрная пешка · e5 чёрный конь · d4 чёрный король · e4 белая пешка · g4 белая пешка · e3 чёрная пешка · a2 белый слон · b2 белая пешка · g2 чёрная пешка · d1 белый король · g1 белый ферзь | h8 чёрная ладья · g7 белый слон · f6 белая ладья · b5 белая ладья · c5 белый конь · d5 чёрная пешка · e5 чёрный конь · d4 чёрный король · e4 белая пешка · g4 белая пешка · e3 чёрная пешка · a2 белый слон · b2 белая пешка · g2 чёрная пешка · d1 белый король · g1 белый ферзь | h8 чёрная ладья · g7 белый слон · f6 белая ладья · b5 белая ладья · c5 белый конь · d5 чёрная пешка · e5 чёрный конь · d4 чёрный король · e4 белая пешка · g4 белая пешка · e3 чёрная пешка · a2 белый слон · b2 белая пешка · g2 чёрная пешка · d1 белый король · g1 белый ферзь | h8 чёрная ладья · g7 белый слон · f6 белая ладья · b5 белая ладья · c5 белый конь · d5 чёрная пешка · e5 чёрный конь · d4 чёрный король · e4 белая пешка · g4 белая пешка · e3 чёрная пешка · a2 белый слон · b2 белая пешка · g2 чёрная пешка · d1 белый король · g1 белый ферзь | h8 чёрная ладья · g7 белый слон · f6 белая ладья · b5 белая ладья · c5 белый конь · d5 чёрная пешка · e5 чёрный конь · d4 чёрный король · e4 белая пешка · g4 белая пешка · e3 чёрная пешка · a2 белый слон · b2 белая пешка · g2 чёрная пешка · d1 белый король · g1 белый ферзь | 1 |
|   | a | b | c | d | e | f | g | h |   |

Иллюзорная игра:

1...Kс6 2.Л:с6#, 1...Kg6 2.Л:g6#, 1...Kf7 2.Л:f7#, 1...Kf3 2.Л:f3#, (1...de 2.Лd6#).
1.Лe6? (2.C:e5#) 1...Лh5!

1.Лd6? (2.Л:d5#) 1...Лd8!

1.Лc6? (2.Лb4#) 1...Лb8!

1.Лa6? (2.Лa4#) 1...Лa8!

1.Лf5? (2.C:e5#) 1...Лe8!

1.Лf4? (2.ed#, 1...de 2.Л:e4#) 1...Лf8!

1.Лf3? (2.Ф:e3#) 1...Лh1!

1.Лf2! — 2.Лd2#

1...e2+ 2.Л:e2#, 1...ef 2.Ф:f2#

### Трёхходовый раздел
Судья — М. Кузнецов (Ярославль). Тема: «Используя ослабление в защите чёрных, белые активизируют батарею путём разблокирования поля, подхвата поля, развязывания и т.д. Не менее двух вариантов».
|   | a | b | c | d | e | f | g | h |   |
| - | --- | --- | --- | --- | --- | --- | --- | --- | - |
| 8 | a8 чёрный конь · c8 белый конь · d8 белая ладья · e8 белая ладья · h8 чёрная ладья · d7 белый слон · b6 чёрная пешка · c6 белый конь · e6 белая пешка · f6 чёрный ферзь · b5 белая пешка · d5 чёрный король · f5 чёрная пешка · g5 чёрный слон · b4 белая пешка · f4 чёрная пешка · h4 чёрная пешка · d3 белая пешка · f3 белый король · b2 чёрный конь · d2 белый ферзь | a8 чёрный конь · c8 белый конь · d8 белая ладья · e8 белая ладья · h8 чёрная ладья · d7 белый слон · b6 чёрная пешка · c6 белый конь · e6 белая пешка · f6 чёрный ферзь · b5 белая пешка · d5 чёрный король · f5 чёрная пешка · g5 чёрный слон · b4 белая пешка · f4 чёрная пешка · h4 чёрная пешка · d3 белая пешка · f3 белый король · b2 чёрный конь · d2 белый ферзь | a8 чёрный конь · c8 белый конь · d8 белая ладья · e8 белая ладья · h8 чёрная ладья · d7 белый слон · b6 чёрная пешка · c6 белый конь · e6 белая пешка · f6 чёрный ферзь · b5 белая пешка · d5 чёрный король · f5 чёрная пешка · g5 чёрный слон · b4 белая пешка · f4 чёрная пешка · h4 чёрная пешка · d3 белая пешка · f3 белый король · b2 чёрный конь · d2 белый ферзь | a8 чёрный конь · c8 белый конь · d8 белая ладья · e8 белая ладья · h8 чёрная ладья · d7 белый слон · b6 чёрная пешка · c6 белый конь · e6 белая пешка · f6 чёрный ферзь · b5 белая пешка · d5 чёрный король · f5 чёрная пешка · g5 чёрный слон · b4 белая пешка · f4 чёрная пешка · h4 чёрная пешка · d3 белая пешка · f3 белый король · b2 чёрный конь · d2 белый ферзь | a8 чёрный конь · c8 белый конь · d8 белая ладья · e8 белая ладья · h8 чёрная ладья · d7 белый слон · b6 чёрная пешка · c6 белый конь · e6 белая пешка · f6 чёрный ферзь · b5 белая пешка · d5 чёрный король · f5 чёрная пешка · g5 чёрный слон · b4 белая пешка · f4 чёрная пешка · h4 чёрная пешка · d3 белая пешка · f3 белый король · b2 чёрный конь · d2 белый ферзь | a8 чёрный конь · c8 белый конь · d8 белая ладья · e8 белая ладья · h8 чёрная ладья · d7 белый слон · b6 чёрная пешка · c6 белый конь · e6 белая пешка · f6 чёрный ферзь · b5 белая пешка · d5 чёрный король · f5 чёрная пешка · g5 чёрный слон · b4 белая пешка · f4 чёрная пешка · h4 чёрная пешка · d3 белая пешка · f3 белый король · b2 чёрный конь · d2 белый ферзь | a8 чёрный конь · c8 белый конь · d8 белая ладья · e8 белая ладья · h8 чёрная ладья · d7 белый слон · b6 чёрная пешка · c6 белый конь · e6 белая пешка · f6 чёрный ферзь · b5 белая пешка · d5 чёрный король · f5 чёрная пешка · g5 чёрный слон · b4 белая пешка · f4 чёрная пешка · h4 чёрная пешка · d3 белая пешка · f3 белый король · b2 чёрный конь · d2 белый ферзь | a8 чёрный конь · c8 белый конь · d8 белая ладья · e8 белая ладья · h8 чёрная ладья · d7 белый слон · b6 чёрная пешка · c6 белый конь · e6 белая пешка · f6 чёрный ферзь · b5 белая пешка · d5 чёрный король · f5 чёрная пешка · g5 чёрный слон · b4 белая пешка · f4 чёрная пешка · h4 чёрная пешка · d3 белая пешка · f3 белый король · b2 чёрный конь · d2 белый ферзь | 8 |
| 7 | a8 чёрный конь · c8 белый конь · d8 белая ладья · e8 белая ладья · h8 чёрная ладья · d7 белый слон · b6 чёрная пешка · c6 белый конь · e6 белая пешка · f6 чёрный ферзь · b5 белая пешка · d5 чёрный король · f5 чёрная пешка · g5 чёрный слон · b4 белая пешка · f4 чёрная пешка · h4 чёрная пешка · d3 белая пешка · f3 белый король · b2 чёрный конь · d2 белый ферзь | a8 чёрный конь · c8 белый конь · d8 белая ладья · e8 белая ладья · h8 чёрная ладья · d7 белый слон · b6 чёрная пешка · c6 белый конь · e6 белая пешка · f6 чёрный ферзь · b5 белая пешка · d5 чёрный король · f5 чёрная пешка · g5 чёрный слон · b4 белая пешка · f4 чёрная пешка · h4 чёрная пешка · d3 белая пешка · f3 белый король · b2 чёрный конь · d2 белый ферзь | a8 чёрный конь · c8 белый конь · d8 белая ладья · e8 белая ладья · h8 чёрная ладья · d7 белый слон · b6 чёрная пешка · c6 белый конь · e6 белая пешка · f6 чёрный ферзь · b5 белая пешка · d5 чёрный король · f5 чёрная пешка · g5 чёрный слон · b4 белая пешка · f4 чёрная пешка · h4 чёрная пешка · d3 белая пешка · f3 белый король · b2 чёрный конь · d2 белый ферзь | a8 чёрный конь · c8 белый конь · d8 белая ладья · e8 белая ладья · h8 чёрная ладья · d7 белый слон · b6 чёрная пешка · c6 белый конь · e6 белая пешка · f6 чёрный ферзь · b5 белая пешка · d5 чёрный король · f5 чёрная пешка · g5 чёрный слон · b4 белая пешка · f4 чёрная пешка · h4 чёрная пешка · d3 белая пешка · f3 белый король · b2 чёрный конь · d2 белый ферзь | a8 чёрный конь · c8 белый конь · d8 белая ладья · e8 белая ладья · h8 чёрная ладья · d7 белый слон · b6 чёрная пешка · c6 белый конь · e6 белая пешка · f6 чёрный ферзь · b5 белая пешка · d5 чёрный король · f5 чёрная пешка · g5 чёрный слон · b4 белая пешка · f4 чёрная пешка · h4 чёрная пешка · d3 белая пешка · f3 белый король · b2 чёрный конь · d2 белый ферзь | a8 чёрный конь · c8 белый конь · d8 белая ладья · e8 белая ладья · h8 чёрная ладья · d7 белый слон · b6 чёрная пешка · c6 белый конь · e6 белая пешка · f6 чёрный ферзь · b5 белая пешка · d5 чёрный король · f5 чёрная пешка · g5 чёрный слон · b4 белая пешка · f4 чёрная пешка · h4 чёрная пешка · d3 белая пешка · f3 белый король · b2 чёрный конь · d2 белый ферзь | a8 чёрный конь · c8 белый конь · d8 белая ладья · e8 белая ладья · h8 чёрная ладья · d7 белый слон · b6 чёрная пешка · c6 белый конь · e6 белая пешка · f6 чёрный ферзь · b5 белая пешка · d5 чёрный король · f5 чёрная пешка · g5 чёрный слон · b4 белая пешка · f4 чёрная пешка · h4 чёрная пешка · d3 белая пешка · f3 белый король · b2 чёрный конь · d2 белый ферзь | a8 чёрный конь · c8 белый конь · d8 белая ладья · e8 белая ладья · h8 чёрная ладья · d7 белый слон · b6 чёрная пешка · c6 белый конь · e6 белая пешка · f6 чёрный ферзь · b5 белая пешка · d5 чёрный король · f5 чёрная пешка · g5 чёрный слон · b4 белая пешка · f4 чёрная пешка · h4 чёрная пешка · d3 белая пешка · f3 белый король · b2 чёрный конь · d2 белый ферзь | 7 |
| 6 | a8 чёрный конь · c8 белый конь · d8 белая ладья · e8 белая ладья · h8 чёрная ладья · d7 белый слон · b6 чёрная пешка · c6 белый конь · e6 белая пешка · f6 чёрный ферзь · b5 белая пешка · d5 чёрный король · f5 чёрная пешка · g5 чёрный слон · b4 белая пешка · f4 чёрная пешка · h4 чёрная пешка · d3 белая пешка · f3 белый король · b2 чёрный конь · d2 белый ферзь | a8 чёрный конь · c8 белый конь · d8 белая ладья · e8 белая ладья · h8 чёрная ладья · d7 белый слон · b6 чёрная пешка · c6 белый конь · e6 белая пешка · f6 чёрный ферзь · b5 белая пешка · d5 чёрный король · f5 чёрная пешка · g5 чёрный слон · b4 белая пешка · f4 чёрная пешка · h4 чёрная пешка · d3 белая пешка · f3 белый король · b2 чёрный конь · d2 белый ферзь | a8 чёрный конь · c8 белый конь · d8 белая ладья · e8 белая ладья · h8 чёрная ладья · d7 белый слон · b6 чёрная пешка · c6 белый конь · e6 белая пешка · f6 чёрный ферзь · b5 белая пешка · d5 чёрный король · f5 чёрная пешка · g5 чёрный слон · b4 белая пешка · f4 чёрная пешка · h4 чёрная пешка · d3 белая пешка · f3 белый король · b2 чёрный конь · d2 белый ферзь | a8 чёрный конь · c8 белый конь · d8 белая ладья · e8 белая ладья · h8 чёрная ладья · d7 белый слон · b6 чёрная пешка · c6 белый конь · e6 белая пешка · f6 чёрный ферзь · b5 белая пешка · d5 чёрный король · f5 чёрная пешка · g5 чёрный слон · b4 белая пешка · f4 чёрная пешка · h4 чёрная пешка · d3 белая пешка · f3 белый король · b2 чёрный конь · d2 белый ферзь | a8 чёрный конь · c8 белый конь · d8 белая ладья · e8 белая ладья · h8 чёрная ладья · d7 белый слон · b6 чёрная пешка · c6 белый конь · e6 белая пешка · f6 чёрный ферзь · b5 белая пешка · d5 чёрный король · f5 чёрная пешка · g5 чёрный слон · b4 белая пешка · f4 чёрная пешка · h4 чёрная пешка · d3 белая пешка · f3 белый король · b2 чёрный конь · d2 белый ферзь | a8 чёрный конь · c8 белый конь · d8 белая ладья · e8 белая ладья · h8 чёрная ладья · d7 белый слон · b6 чёрная пешка · c6 белый конь · e6 белая пешка · f6 чёрный ферзь · b5 белая пешка · d5 чёрный король · f5 чёрная пешка · g5 чёрный слон · b4 белая пешка · f4 чёрная пешка · h4 чёрная пешка · d3 белая пешка · f3 белый король · b2 чёрный конь · d2 белый ферзь | a8 чёрный конь · c8 белый конь · d8 белая ладья · e8 белая ладья · h8 чёрная ладья · d7 белый слон · b6 чёрная пешка · c6 белый конь · e6 белая пешка · f6 чёрный ферзь · b5 белая пешка · d5 чёрный король · f5 чёрная пешка · g5 чёрный слон · b4 белая пешка · f4 чёрная пешка · h4 чёрная пешка · d3 белая пешка · f3 белый король · b2 чёрный конь · d2 белый ферзь | a8 чёрный конь · c8 белый конь · d8 белая ладья · e8 белая ладья · h8 чёрная ладья · d7 белый слон · b6 чёрная пешка · c6 белый конь · e6 белая пешка · f6 чёрный ферзь · b5 белая пешка · d5 чёрный король · f5 чёрная пешка · g5 чёрный слон · b4 белая пешка · f4 чёрная пешка · h4 чёрная пешка · d3 белая пешка · f3 белый король · b2 чёрный конь · d2 белый ферзь | 6 |
| 5 | a8 чёрный конь · c8 белый конь · d8 белая ладья · e8 белая ладья · h8 чёрная ладья · d7 белый слон · b6 чёрная пешка · c6 белый конь · e6 белая пешка · f6 чёрный ферзь · b5 белая пешка · d5 чёрный король · f5 чёрная пешка · g5 чёрный слон · b4 белая пешка · f4 чёрная пешка · h4 чёрная пешка · d3 белая пешка · f3 белый король · b2 чёрный конь · d2 белый ферзь | a8 чёрный конь · c8 белый конь · d8 белая ладья · e8 белая ладья · h8 чёрная ладья · d7 белый слон · b6 чёрная пешка · c6 белый конь · e6 белая пешка · f6 чёрный ферзь · b5 белая пешка · d5 чёрный король · f5 чёрная пешка · g5 чёрный слон · b4 белая пешка · f4 чёрная пешка · h4 чёрная пешка · d3 белая пешка · f3 белый король · b2 чёрный конь · d2 белый ферзь | a8 чёрный конь · c8 белый конь · d8 белая ладья · e8 белая ладья · h8 чёрная ладья · d7 белый слон · b6 чёрная пешка · c6 белый конь · e6 белая пешка · f6 чёрный ферзь · b5 белая пешка · d5 чёрный король · f5 чёрная пешка · g5 чёрный слон · b4 белая пешка · f4 чёрная пешка · h4 чёрная пешка · d3 белая пешка · f3 белый король · b2 чёрный конь · d2 белый ферзь | a8 чёрный конь · c8 белый конь · d8 белая ладья · e8 белая ладья · h8 чёрная ладья · d7 белый слон · b6 чёрная пешка · c6 белый конь · e6 белая пешка · f6 чёрный ферзь · b5 белая пешка · d5 чёрный король · f5 чёрная пешка · g5 чёрный слон · b4 белая пешка · f4 чёрная пешка · h4 чёрная пешка · d3 белая пешка · f3 белый король · b2 чёрный конь · d2 белый ферзь | a8 чёрный конь · c8 белый конь · d8 белая ладья · e8 белая ладья · h8 чёрная ладья · d7 белый слон · b6 чёрная пешка · c6 белый конь · e6 белая пешка · f6 чёрный ферзь · b5 белая пешка · d5 чёрный король · f5 чёрная пешка · g5 чёрный слон · b4 белая пешка · f4 чёрная пешка · h4 чёрная пешка · d3 белая пешка · f3 белый король · b2 чёрный конь · d2 белый ферзь | a8 чёрный конь · c8 белый конь · d8 белая ладья · e8 белая ладья · h8 чёрная ладья · d7 белый слон · b6 чёрная пешка · c6 белый конь · e6 белая пешка · f6 чёрный ферзь · b5 белая пешка · d5 чёрный король · f5 чёрная пешка · g5 чёрный слон · b4 белая пешка · f4 чёрная пешка · h4 чёрная пешка · d3 белая пешка · f3 белый король · b2 чёрный конь · d2 белый ферзь | a8 чёрный конь · c8 белый конь · d8 белая ладья · e8 белая ладья · h8 чёрная ладья · d7 белый слон · b6 чёрная пешка · c6 белый конь · e6 белая пешка · f6 чёрный ферзь · b5 белая пешка · d5 чёрный король · f5 чёрная пешка · g5 чёрный слон · b4 белая пешка · f4 чёрная пешка · h4 чёрная пешка · d3 белая пешка · f3 белый король · b2 чёрный конь · d2 белый ферзь | a8 чёрный конь · c8 белый конь · d8 белая ладья · e8 белая ладья · h8 чёрная ладья · d7 белый слон · b6 чёрная пешка · c6 белый конь · e6 белая пешка · f6 чёрный ферзь · b5 белая пешка · d5 чёрный король · f5 чёрная пешка · g5 чёрный слон · b4 белая пешка · f4 чёрная пешка · h4 чёрная пешка · d3 белая пешка · f3 белый король · b2 чёрный конь · d2 белый ферзь | 5 |
| 4 | a8 чёрный конь · c8 белый конь · d8 белая ладья · e8 белая ладья · h8 чёрная ладья · d7 белый слон · b6 чёрная пешка · c6 белый конь · e6 белая пешка · f6 чёрный ферзь · b5 белая пешка · d5 чёрный король · f5 чёрная пешка · g5 чёрный слон · b4 белая пешка · f4 чёрная пешка · h4 чёрная пешка · d3 белая пешка · f3 белый король · b2 чёрный конь · d2 белый ферзь | a8 чёрный конь · c8 белый конь · d8 белая ладья · e8 белая ладья · h8 чёрная ладья · d7 белый слон · b6 чёрная пешка · c6 белый конь · e6 белая пешка · f6 чёрный ферзь · b5 белая пешка · d5 чёрный король · f5 чёрная пешка · g5 чёрный слон · b4 белая пешка · f4 чёрная пешка · h4 чёрная пешка · d3 белая пешка · f3 белый король · b2 чёрный конь · d2 белый ферзь | a8 чёрный конь · c8 белый конь · d8 белая ладья · e8 белая ладья · h8 чёрная ладья · d7 белый слон · b6 чёрная пешка · c6 белый конь · e6 белая пешка · f6 чёрный ферзь · b5 белая пешка · d5 чёрный король · f5 чёрная пешка · g5 чёрный слон · b4 белая пешка · f4 чёрная пешка · h4 чёрная пешка · d3 белая пешка · f3 белый король · b2 чёрный конь · d2 белый ферзь | a8 чёрный конь · c8 белый конь · d8 белая ладья · e8 белая ладья · h8 чёрная ладья · d7 белый слон · b6 чёрная пешка · c6 белый конь · e6 белая пешка · f6 чёрный ферзь · b5 белая пешка · d5 чёрный король · f5 чёрная пешка · g5 чёрный слон · b4 белая пешка · f4 чёрная пешка · h4 чёрная пешка · d3 белая пешка · f3 белый король · b2 чёрный конь · d2 белый ферзь | a8 чёрный конь · c8 белый конь · d8 белая ладья · e8 белая ладья · h8 чёрная ладья · d7 белый слон · b6 чёрная пешка · c6 белый конь · e6 белая пешка · f6 чёрный ферзь · b5 белая пешка · d5 чёрный король · f5 чёрная пешка · g5 чёрный слон · b4 белая пешка · f4 чёрная пешка · h4 чёрная пешка · d3 белая пешка · f3 белый король · b2 чёрный конь · d2 белый ферзь | a8 чёрный конь · c8 белый конь · d8 белая ладья · e8 белая ладья · h8 чёрная ладья · d7 белый слон · b6 чёрная пешка · c6 белый конь · e6 белая пешка · f6 чёрный ферзь · b5 белая пешка · d5 чёрный король · f5 чёрная пешка · g5 чёрный слон · b4 белая пешка · f4 чёрная пешка · h4 чёрная пешка · d3 белая пешка · f3 белый король · b2 чёрный конь · d2 белый ферзь | a8 чёрный конь · c8 белый конь · d8 белая ладья · e8 белая ладья · h8 чёрная ладья · d7 белый слон · b6 чёрная пешка · c6 белый конь · e6 белая пешка · f6 чёрный ферзь · b5 белая пешка · d5 чёрный король · f5 чёрная пешка · g5 чёрный слон · b4 белая пешка · f4 чёрная пешка · h4 чёрная пешка · d3 белая пешка · f3 белый король · b2 чёрный конь · d2 белый ферзь | a8 чёрный конь · c8 белый конь · d8 белая ладья · e8 белая ладья · h8 чёрная ладья · d7 белый слон · b6 чёрная пешка · c6 белый конь · e6 белая пешка · f6 чёрный ферзь · b5 белая пешка · d5 чёрный король · f5 чёрная пешка · g5 чёрный слон · b4 белая пешка · f4 чёрная пешка · h4 чёрная пешка · d3 белая пешка · f3 белый король · b2 чёрный конь · d2 белый ферзь | 4 |
| 3 | a8 чёрный конь · c8 белый конь · d8 белая ладья · e8 белая ладья · h8 чёрная ладья · d7 белый слон · b6 чёрная пешка · c6 белый конь · e6 белая пешка · f6 чёрный ферзь · b5 белая пешка · d5 чёрный король · f5 чёрная пешка · g5 чёрный слон · b4 белая пешка · f4 чёрная пешка · h4 чёрная пешка · d3 белая пешка · f3 белый король · b2 чёрный конь · d2 белый ферзь | a8 чёрный конь · c8 белый конь · d8 белая ладья · e8 белая ладья · h8 чёрная ладья · d7 белый слон · b6 чёрная пешка · c6 белый конь · e6 белая пешка · f6 чёрный ферзь · b5 белая пешка · d5 чёрный король · f5 чёрная пешка · g5 чёрный слон · b4 белая пешка · f4 чёрная пешка · h4 чёрная пешка · d3 белая пешка · f3 белый король · b2 чёрный конь · d2 белый ферзь | a8 чёрный конь · c8 белый конь · d8 белая ладья · e8 белая ладья · h8 чёрная ладья · d7 белый слон · b6 чёрная пешка · c6 белый конь · e6 белая пешка · f6 чёрный ферзь · b5 белая пешка · d5 чёрный король · f5 чёрная пешка · g5 чёрный слон · b4 белая пешка · f4 чёрная пешка · h4 чёрная пешка · d3 белая пешка · f3 белый король · b2 чёрный конь · d2 белый ферзь | a8 чёрный конь · c8 белый конь · d8 белая ладья · e8 белая ладья · h8 чёрная ладья · d7 белый слон · b6 чёрная пешка · c6 белый конь · e6 белая пешка · f6 чёрный ферзь · b5 белая пешка · d5 чёрный король · f5 чёрная пешка · g5 чёрный слон · b4 белая пешка · f4 чёрная пешка · h4 чёрная пешка · d3 белая пешка · f3 белый король · b2 чёрный конь · d2 белый ферзь | a8 чёрный конь · c8 белый конь · d8 белая ладья · e8 белая ладья · h8 чёрная ладья · d7 белый слон · b6 чёрная пешка · c6 белый конь · e6 белая пешка · f6 чёрный ферзь · b5 белая пешка · d5 чёрный король · f5 чёрная пешка · g5 чёрный слон · b4 белая пешка · f4 чёрная пешка · h4 чёрная пешка · d3 белая пешка · f3 белый король · b2 чёрный конь · d2 белый ферзь | a8 чёрный конь · c8 белый конь · d8 белая ладья · e8 белая ладья · h8 чёрная ладья · d7 белый слон · b6 чёрная пешка · c6 белый конь · e6 белая пешка · f6 чёрный ферзь · b5 белая пешка · d5 чёрный король · f5 чёрная пешка · g5 чёрный слон · b4 белая пешка · f4 чёрная пешка · h4 чёрная пешка · d3 белая пешка · f3 белый король · b2 чёрный конь · d2 белый ферзь | a8 чёрный конь · c8 белый конь · d8 белая ладья · e8 белая ладья · h8 чёрная ладья · d7 белый слон · b6 чёрная пешка · c6 белый конь · e6 белая пешка · f6 чёрный ферзь · b5 белая пешка · d5 чёрный король · f5 чёрная пешка · g5 чёрный слон · b4 белая пешка · f4 чёрная пешка · h4 чёрная пешка · d3 белая пешка · f3 белый король · b2 чёрный конь · d2 белый ферзь | a8 чёрный конь · c8 белый конь · d8 белая ладья · e8 белая ладья · h8 чёрная ладья · d7 белый слон · b6 чёрная пешка · c6 белый конь · e6 белая пешка · f6 чёрный ферзь · b5 белая пешка · d5 чёрный король · f5 чёрная пешка · g5 чёрный слон · b4 белая пешка · f4 чёрная пешка · h4 чёрная пешка · d3 белая пешка · f3 белый король · b2 чёрный конь · d2 белый ферзь | 3 |
| 2 | a8 чёрный конь · c8 белый конь · d8 белая ладья · e8 белая ладья · h8 чёрная ладья · d7 белый слон · b6 чёрная пешка · c6 белый конь · e6 белая пешка · f6 чёрный ферзь · b5 белая пешка · d5 чёрный король · f5 чёрная пешка · g5 чёрный слон · b4 белая пешка · f4 чёрная пешка · h4 чёрная пешка · d3 белая пешка · f3 белый король · b2 чёрный конь · d2 белый ферзь | a8 чёрный конь · c8 белый конь · d8 белая ладья · e8 белая ладья · h8 чёрная ладья · d7 белый слон · b6 чёрная пешка · c6 белый конь · e6 белая пешка · f6 чёрный ферзь · b5 белая пешка · d5 чёрный король · f5 чёрная пешка · g5 чёрный слон · b4 белая пешка · f4 чёрная пешка · h4 чёрная пешка · d3 белая пешка · f3 белый король · b2 чёрный конь · d2 белый ферзь | a8 чёрный конь · c8 белый конь · d8 белая ладья · e8 белая ладья · h8 чёрная ладья · d7 белый слон · b6 чёрная пешка · c6 белый конь · e6 белая пешка · f6 чёрный ферзь · b5 белая пешка · d5 чёрный король · f5 чёрная пешка · g5 чёрный слон · b4 белая пешка · f4 чёрная пешка · h4 чёрная пешка · d3 белая пешка · f3 белый король · b2 чёрный конь · d2 белый ферзь | a8 чёрный конь · c8 белый конь · d8 белая ладья · e8 белая ладья · h8 чёрная ладья · d7 белый слон · b6 чёрная пешка · c6 белый конь · e6 белая пешка · f6 чёрный ферзь · b5 белая пешка · d5 чёрный король · f5 чёрная пешка · g5 чёрный слон · b4 белая пешка · f4 чёрная пешка · h4 чёрная пешка · d3 белая пешка · f3 белый король · b2 чёрный конь · d2 белый ферзь | a8 чёрный конь · c8 белый конь · d8 белая ладья · e8 белая ладья · h8 чёрная ладья · d7 белый слон · b6 чёрная пешка · c6 белый конь · e6 белая пешка · f6 чёрный ферзь · b5 белая пешка · d5 чёрный король · f5 чёрная пешка · g5 чёрный слон · b4 белая пешка · f4 чёрная пешка · h4 чёрная пешка · d3 белая пешка · f3 белый король · b2 чёрный конь · d2 белый ферзь | a8 чёрный конь · c8 белый конь · d8 белая ладья · e8 белая ладья · h8 чёрная ладья · d7 белый слон · b6 чёрная пешка · c6 белый конь · e6 белая пешка · f6 чёрный ферзь · b5 белая пешка · d5 чёрный король · f5 чёрная пешка · g5 чёрный слон · b4 белая пешка · f4 чёрная пешка · h4 чёрная пешка · d3 белая пешка · f3 белый король · b2 чёрный конь · d2 белый ферзь | a8 чёрный конь · c8 белый конь · d8 белая ладья · e8 белая ладья · h8 чёрная ладья · d7 белый слон · b6 чёрная пешка · c6 белый конь · e6 белая пешка · f6 чёрный ферзь · b5 белая пешка · d5 чёрный король · f5 чёрная пешка · g5 чёрный слон · b4 белая пешка · f4 чёрная пешка · h4 чёрная пешка · d3 белая пешка · f3 белый король · b2 чёрный конь · d2 белый ферзь | a8 чёрный конь · c8 белый конь · d8 белая ладья · e8 белая ладья · h8 чёрная ладья · d7 белый слон · b6 чёрная пешка · c6 белый конь · e6 белая пешка · f6 чёрный ферзь · b5 белая пешка · d5 чёрный король · f5 чёрная пешка · g5 чёрный слон · b4 белая пешка · f4 чёрная пешка · h4 чёрная пешка · d3 белая пешка · f3 белый король · b2 чёрный конь · d2 белый ферзь | 2 |
| 1 | a8 чёрный конь · c8 белый конь · d8 белая ладья · e8 белая ладья · h8 чёрная ладья · d7 белый слон · b6 чёрная пешка · c6 белый конь · e6 белая пешка · f6 чёрный ферзь · b5 белая пешка · d5 чёрный король · f5 чёрная пешка · g5 чёрный слон · b4 белая пешка · f4 чёрная пешка · h4 чёрная пешка · d3 белая пешка · f3 белый король · b2 чёрный конь · d2 белый ферзь | a8 чёрный конь · c8 белый конь · d8 белая ладья · e8 белая ладья · h8 чёрная ладья · d7 белый слон · b6 чёрная пешка · c6 белый конь · e6 белая пешка · f6 чёрный ферзь · b5 белая пешка · d5 чёрный король · f5 чёрная пешка · g5 чёрный слон · b4 белая пешка · f4 чёрная пешка · h4 чёрная пешка · d3 белая пешка · f3 белый король · b2 чёрный конь · d2 белый ферзь | a8 чёрный конь · c8 белый конь · d8 белая ладья · e8 белая ладья · h8 чёрная ладья · d7 белый слон · b6 чёрная пешка · c6 белый конь · e6 белая пешка · f6 чёрный ферзь · b5 белая пешка · d5 чёрный король · f5 чёрная пешка · g5 чёрный слон · b4 белая пешка · f4 чёрная пешка · h4 чёрная пешка · d3 белая пешка · f3 белый король · b2 чёрный конь · d2 белый ферзь | a8 чёрный конь · c8 белый конь · d8 белая ладья · e8 белая ладья · h8 чёрная ладья · d7 белый слон · b6 чёрная пешка · c6 белый конь · e6 белая пешка · f6 чёрный ферзь · b5 белая пешка · d5 чёрный король · f5 чёрная пешка · g5 чёрный слон · b4 белая пешка · f4 чёрная пешка · h4 чёрная пешка · d3 белая пешка · f3 белый король · b2 чёрный конь · d2 белый ферзь | a8 чёрный конь · c8 белый конь · d8 белая ладья · e8 белая ладья · h8 чёрная ладья · d7 белый слон · b6 чёрная пешка · c6 белый конь · e6 белая пешка · f6 чёрный ферзь · b5 белая пешка · d5 чёрный король · f5 чёрная пешка · g5 чёрный слон · b4 белая пешка · f4 чёрная пешка · h4 чёрная пешка · d3 белая пешка · f3 белый король · b2 чёрный конь · d2 белый ферзь | a8 чёрный конь · c8 белый конь · d8 белая ладья · e8 белая ладья · h8 чёрная ладья · d7 белый слон · b6 чёрная пешка · c6 белый конь · e6 белая пешка · f6 чёрный ферзь · b5 белая пешка · d5 чёрный король · f5 чёрная пешка · g5 чёрный слон · b4 белая пешка · f4 чёрная пешка · h4 чёрная пешка · d3 белая пешка · f3 белый король · b2 чёрный конь · d2 белый ферзь | a8 чёрный конь · c8 белый конь · d8 белая ладья · e8 белая ладья · h8 чёрная ладья · d7 белый слон · b6 чёрная пешка · c6 белый конь · e6 белая пешка · f6 чёрный ферзь · b5 белая пешка · d5 чёрный король · f5 чёрная пешка · g5 чёрный слон · b4 белая пешка · f4 чёрная пешка · h4 чёрная пешка · d3 белая пешка · f3 белый король · b2 чёрный конь · d2 белый ферзь | a8 чёрный конь · c8 белый конь · d8 белая ладья · e8 белая ладья · h8 чёрная ладья · d7 белый слон · b6 чёрная пешка · c6 белый конь · e6 белая пешка · f6 чёрный ферзь · b5 белая пешка · d5 чёрный король · f5 чёрная пешка · g5 чёрный слон · b4 белая пешка · f4 чёрная пешка · h4 чёрная пешка · d3 белая пешка · f3 белый король · b2 чёрный конь · d2 белый ферзь | 1 |
|   | a | b | c | d | e | f | g | h |   |

1.Фe2! угроза 2.e7! и 3.Ce6#

1…Лh6 2.Лe7! и 3.Ce8#

1…Kc7 2.K8e7+! Kpd6 3.Cc8#

1…Фc3 2.K6e7+! Kpd4 3.Cc6#

На втором ходу белые играют на одно и то же поле e7, освобождая поля для «звёздочки» слона на третьем ходу.
|   | a | b | c | d | e | f | g | h |   |
| - | --- | --- | --- | --- | --- | --- | --- | --- | - |
| 8 | b8 чёрный конь · d8 белый слон · a7 чёрный ферзь · e7 чёрная пешка · f7 белый конь · g7 чёрная пешка · h7 белая ладья · e6 белый слон · f6 чёрный король · a5 белая пешка · f5 белая пешка · h5 чёрная пешка · d4 белая ладья · g4 чёрная пешка · h4 белый конь · a3 чёрная пешка · c3 белый ферзь · e3 белый король · f3 белая пешка · d2 белая пешка | b8 чёрный конь · d8 белый слон · a7 чёрный ферзь · e7 чёрная пешка · f7 белый конь · g7 чёрная пешка · h7 белая ладья · e6 белый слон · f6 чёрный король · a5 белая пешка · f5 белая пешка · h5 чёрная пешка · d4 белая ладья · g4 чёрная пешка · h4 белый конь · a3 чёрная пешка · c3 белый ферзь · e3 белый король · f3 белая пешка · d2 белая пешка | b8 чёрный конь · d8 белый слон · a7 чёрный ферзь · e7 чёрная пешка · f7 белый конь · g7 чёрная пешка · h7 белая ладья · e6 белый слон · f6 чёрный король · a5 белая пешка · f5 белая пешка · h5 чёрная пешка · d4 белая ладья · g4 чёрная пешка · h4 белый конь · a3 чёрная пешка · c3 белый ферзь · e3 белый король · f3 белая пешка · d2 белая пешка | b8 чёрный конь · d8 белый слон · a7 чёрный ферзь · e7 чёрная пешка · f7 белый конь · g7 чёрная пешка · h7 белая ладья · e6 белый слон · f6 чёрный король · a5 белая пешка · f5 белая пешка · h5 чёрная пешка · d4 белая ладья · g4 чёрная пешка · h4 белый конь · a3 чёрная пешка · c3 белый ферзь · e3 белый король · f3 белая пешка · d2 белая пешка | b8 чёрный конь · d8 белый слон · a7 чёрный ферзь · e7 чёрная пешка · f7 белый конь · g7 чёрная пешка · h7 белая ладья · e6 белый слон · f6 чёрный король · a5 белая пешка · f5 белая пешка · h5 чёрная пешка · d4 белая ладья · g4 чёрная пешка · h4 белый конь · a3 чёрная пешка · c3 белый ферзь · e3 белый король · f3 белая пешка · d2 белая пешка | b8 чёрный конь · d8 белый слон · a7 чёрный ферзь · e7 чёрная пешка · f7 белый конь · g7 чёрная пешка · h7 белая ладья · e6 белый слон · f6 чёрный король · a5 белая пешка · f5 белая пешка · h5 чёрная пешка · d4 белая ладья · g4 чёрная пешка · h4 белый конь · a3 чёрная пешка · c3 белый ферзь · e3 белый король · f3 белая пешка · d2 белая пешка | b8 чёрный конь · d8 белый слон · a7 чёрный ферзь · e7 чёрная пешка · f7 белый конь · g7 чёрная пешка · h7 белая ладья · e6 белый слон · f6 чёрный король · a5 белая пешка · f5 белая пешка · h5 чёрная пешка · d4 белая ладья · g4 чёрная пешка · h4 белый конь · a3 чёрная пешка · c3 белый ферзь · e3 белый король · f3 белая пешка · d2 белая пешка | b8 чёрный конь · d8 белый слон · a7 чёрный ферзь · e7 чёрная пешка · f7 белый конь · g7 чёрная пешка · h7 белая ладья · e6 белый слон · f6 чёрный король · a5 белая пешка · f5 белая пешка · h5 чёрная пешка · d4 белая ладья · g4 чёрная пешка · h4 белый конь · a3 чёрная пешка · c3 белый ферзь · e3 белый король · f3 белая пешка · d2 белая пешка | 8 |
| 7 | b8 чёрный конь · d8 белый слон · a7 чёрный ферзь · e7 чёрная пешка · f7 белый конь · g7 чёрная пешка · h7 белая ладья · e6 белый слон · f6 чёрный король · a5 белая пешка · f5 белая пешка · h5 чёрная пешка · d4 белая ладья · g4 чёрная пешка · h4 белый конь · a3 чёрная пешка · c3 белый ферзь · e3 белый король · f3 белая пешка · d2 белая пешка | b8 чёрный конь · d8 белый слон · a7 чёрный ферзь · e7 чёрная пешка · f7 белый конь · g7 чёрная пешка · h7 белая ладья · e6 белый слон · f6 чёрный король · a5 белая пешка · f5 белая пешка · h5 чёрная пешка · d4 белая ладья · g4 чёрная пешка · h4 белый конь · a3 чёрная пешка · c3 белый ферзь · e3 белый король · f3 белая пешка · d2 белая пешка | b8 чёрный конь · d8 белый слон · a7 чёрный ферзь · e7 чёрная пешка · f7 белый конь · g7 чёрная пешка · h7 белая ладья · e6 белый слон · f6 чёрный король · a5 белая пешка · f5 белая пешка · h5 чёрная пешка · d4 белая ладья · g4 чёрная пешка · h4 белый конь · a3 чёрная пешка · c3 белый ферзь · e3 белый король · f3 белая пешка · d2 белая пешка | b8 чёрный конь · d8 белый слон · a7 чёрный ферзь · e7 чёрная пешка · f7 белый конь · g7 чёрная пешка · h7 белая ладья · e6 белый слон · f6 чёрный король · a5 белая пешка · f5 белая пешка · h5 чёрная пешка · d4 белая ладья · g4 чёрная пешка · h4 белый конь · a3 чёрная пешка · c3 белый ферзь · e3 белый король · f3 белая пешка · d2 белая пешка | b8 чёрный конь · d8 белый слон · a7 чёрный ферзь · e7 чёрная пешка · f7 белый конь · g7 чёрная пешка · h7 белая ладья · e6 белый слон · f6 чёрный король · a5 белая пешка · f5 белая пешка · h5 чёрная пешка · d4 белая ладья · g4 чёрная пешка · h4 белый конь · a3 чёрная пешка · c3 белый ферзь · e3 белый король · f3 белая пешка · d2 белая пешка | b8 чёрный конь · d8 белый слон · a7 чёрный ферзь · e7 чёрная пешка · f7 белый конь · g7 чёрная пешка · h7 белая ладья · e6 белый слон · f6 чёрный король · a5 белая пешка · f5 белая пешка · h5 чёрная пешка · d4 белая ладья · g4 чёрная пешка · h4 белый конь · a3 чёрная пешка · c3 белый ферзь · e3 белый король · f3 белая пешка · d2 белая пешка | b8 чёрный конь · d8 белый слон · a7 чёрный ферзь · e7 чёрная пешка · f7 белый конь · g7 чёрная пешка · h7 белая ладья · e6 белый слон · f6 чёрный король · a5 белая пешка · f5 белая пешка · h5 чёрная пешка · d4 белая ладья · g4 чёрная пешка · h4 белый конь · a3 чёрная пешка · c3 белый ферзь · e3 белый король · f3 белая пешка · d2 белая пешка | b8 чёрный конь · d8 белый слон · a7 чёрный ферзь · e7 чёрная пешка · f7 белый конь · g7 чёрная пешка · h7 белая ладья · e6 белый слон · f6 чёрный король · a5 белая пешка · f5 белая пешка · h5 чёрная пешка · d4 белая ладья · g4 чёрная пешка · h4 белый конь · a3 чёрная пешка · c3 белый ферзь · e3 белый король · f3 белая пешка · d2 белая пешка | 7 |
| 6 | b8 чёрный конь · d8 белый слон · a7 чёрный ферзь · e7 чёрная пешка · f7 белый конь · g7 чёрная пешка · h7 белая ладья · e6 белый слон · f6 чёрный король · a5 белая пешка · f5 белая пешка · h5 чёрная пешка · d4 белая ладья · g4 чёрная пешка · h4 белый конь · a3 чёрная пешка · c3 белый ферзь · e3 белый король · f3 белая пешка · d2 белая пешка | b8 чёрный конь · d8 белый слон · a7 чёрный ферзь · e7 чёрная пешка · f7 белый конь · g7 чёрная пешка · h7 белая ладья · e6 белый слон · f6 чёрный король · a5 белая пешка · f5 белая пешка · h5 чёрная пешка · d4 белая ладья · g4 чёрная пешка · h4 белый конь · a3 чёрная пешка · c3 белый ферзь · e3 белый король · f3 белая пешка · d2 белая пешка | b8 чёрный конь · d8 белый слон · a7 чёрный ферзь · e7 чёрная пешка · f7 белый конь · g7 чёрная пешка · h7 белая ладья · e6 белый слон · f6 чёрный король · a5 белая пешка · f5 белая пешка · h5 чёрная пешка · d4 белая ладья · g4 чёрная пешка · h4 белый конь · a3 чёрная пешка · c3 белый ферзь · e3 белый король · f3 белая пешка · d2 белая пешка | b8 чёрный конь · d8 белый слон · a7 чёрный ферзь · e7 чёрная пешка · f7 белый конь · g7 чёрная пешка · h7 белая ладья · e6 белый слон · f6 чёрный король · a5 белая пешка · f5 белая пешка · h5 чёрная пешка · d4 белая ладья · g4 чёрная пешка · h4 белый конь · a3 чёрная пешка · c3 белый ферзь · e3 белый король · f3 белая пешка · d2 белая пешка | b8 чёрный конь · d8 белый слон · a7 чёрный ферзь · e7 чёрная пешка · f7 белый конь · g7 чёрная пешка · h7 белая ладья · e6 белый слон · f6 чёрный король · a5 белая пешка · f5 белая пешка · h5 чёрная пешка · d4 белая ладья · g4 чёрная пешка · h4 белый конь · a3 чёрная пешка · c3 белый ферзь · e3 белый король · f3 белая пешка · d2 белая пешка | b8 чёрный конь · d8 белый слон · a7 чёрный ферзь · e7 чёрная пешка · f7 белый конь · g7 чёрная пешка · h7 белая ладья · e6 белый слон · f6 чёрный король · a5 белая пешка · f5 белая пешка · h5 чёрная пешка · d4 белая ладья · g4 чёрная пешка · h4 белый конь · a3 чёрная пешка · c3 белый ферзь · e3 белый король · f3 белая пешка · d2 белая пешка | b8 чёрный конь · d8 белый слон · a7 чёрный ферзь · e7 чёрная пешка · f7 белый конь · g7 чёрная пешка · h7 белая ладья · e6 белый слон · f6 чёрный король · a5 белая пешка · f5 белая пешка · h5 чёрная пешка · d4 белая ладья · g4 чёрная пешка · h4 белый конь · a3 чёрная пешка · c3 белый ферзь · e3 белый король · f3 белая пешка · d2 белая пешка | b8 чёрный конь · d8 белый слон · a7 чёрный ферзь · e7 чёрная пешка · f7 белый конь · g7 чёрная пешка · h7 белая ладья · e6 белый слон · f6 чёрный король · a5 белая пешка · f5 белая пешка · h5 чёрная пешка · d4 белая ладья · g4 чёрная пешка · h4 белый конь · a3 чёрная пешка · c3 белый ферзь · e3 белый король · f3 белая пешка · d2 белая пешка | 6 |
| 5 | b8 чёрный конь · d8 белый слон · a7 чёрный ферзь · e7 чёрная пешка · f7 белый конь · g7 чёрная пешка · h7 белая ладья · e6 белый слон · f6 чёрный король · a5 белая пешка · f5 белая пешка · h5 чёрная пешка · d4 белая ладья · g4 чёрная пешка · h4 белый конь · a3 чёрная пешка · c3 белый ферзь · e3 белый король · f3 белая пешка · d2 белая пешка | b8 чёрный конь · d8 белый слон · a7 чёрный ферзь · e7 чёрная пешка · f7 белый конь · g7 чёрная пешка · h7 белая ладья · e6 белый слон · f6 чёрный король · a5 белая пешка · f5 белая пешка · h5 чёрная пешка · d4 белая ладья · g4 чёрная пешка · h4 белый конь · a3 чёрная пешка · c3 белый ферзь · e3 белый король · f3 белая пешка · d2 белая пешка | b8 чёрный конь · d8 белый слон · a7 чёрный ферзь · e7 чёрная пешка · f7 белый конь · g7 чёрная пешка · h7 белая ладья · e6 белый слон · f6 чёрный король · a5 белая пешка · f5 белая пешка · h5 чёрная пешка · d4 белая ладья · g4 чёрная пешка · h4 белый конь · a3 чёрная пешка · c3 белый ферзь · e3 белый король · f3 белая пешка · d2 белая пешка | b8 чёрный конь · d8 белый слон · a7 чёрный ферзь · e7 чёрная пешка · f7 белый конь · g7 чёрная пешка · h7 белая ладья · e6 белый слон · f6 чёрный король · a5 белая пешка · f5 белая пешка · h5 чёрная пешка · d4 белая ладья · g4 чёрная пешка · h4 белый конь · a3 чёрная пешка · c3 белый ферзь · e3 белый король · f3 белая пешка · d2 белая пешка | b8 чёрный конь · d8 белый слон · a7 чёрный ферзь · e7 чёрная пешка · f7 белый конь · g7 чёрная пешка · h7 белая ладья · e6 белый слон · f6 чёрный король · a5 белая пешка · f5 белая пешка · h5 чёрная пешка · d4 белая ладья · g4 чёрная пешка · h4 белый конь · a3 чёрная пешка · c3 белый ферзь · e3 белый король · f3 белая пешка · d2 белая пешка | b8 чёрный конь · d8 белый слон · a7 чёрный ферзь · e7 чёрная пешка · f7 белый конь · g7 чёрная пешка · h7 белая ладья · e6 белый слон · f6 чёрный король · a5 белая пешка · f5 белая пешка · h5 чёрная пешка · d4 белая ладья · g4 чёрная пешка · h4 белый конь · a3 чёрная пешка · c3 белый ферзь · e3 белый король · f3 белая пешка · d2 белая пешка | b8 чёрный конь · d8 белый слон · a7 чёрный ферзь · e7 чёрная пешка · f7 белый конь · g7 чёрная пешка · h7 белая ладья · e6 белый слон · f6 чёрный король · a5 белая пешка · f5 белая пешка · h5 чёрная пешка · d4 белая ладья · g4 чёрная пешка · h4 белый конь · a3 чёрная пешка · c3 белый ферзь · e3 белый король · f3 белая пешка · d2 белая пешка | b8 чёрный конь · d8 белый слон · a7 чёрный ферзь · e7 чёрная пешка · f7 белый конь · g7 чёрная пешка · h7 белая ладья · e6 белый слон · f6 чёрный король · a5 белая пешка · f5 белая пешка · h5 чёрная пешка · d4 белая ладья · g4 чёрная пешка · h4 белый конь · a3 чёрная пешка · c3 белый ферзь · e3 белый король · f3 белая пешка · d2 белая пешка | 5 |
| 4 | b8 чёрный конь · d8 белый слон · a7 чёрный ферзь · e7 чёрная пешка · f7 белый конь · g7 чёрная пешка · h7 белая ладья · e6 белый слон · f6 чёрный король · a5 белая пешка · f5 белая пешка · h5 чёрная пешка · d4 белая ладья · g4 чёрная пешка · h4 белый конь · a3 чёрная пешка · c3 белый ферзь · e3 белый король · f3 белая пешка · d2 белая пешка | b8 чёрный конь · d8 белый слон · a7 чёрный ферзь · e7 чёрная пешка · f7 белый конь · g7 чёрная пешка · h7 белая ладья · e6 белый слон · f6 чёрный король · a5 белая пешка · f5 белая пешка · h5 чёрная пешка · d4 белая ладья · g4 чёрная пешка · h4 белый конь · a3 чёрная пешка · c3 белый ферзь · e3 белый король · f3 белая пешка · d2 белая пешка | b8 чёрный конь · d8 белый слон · a7 чёрный ферзь · e7 чёрная пешка · f7 белый конь · g7 чёрная пешка · h7 белая ладья · e6 белый слон · f6 чёрный король · a5 белая пешка · f5 белая пешка · h5 чёрная пешка · d4 белая ладья · g4 чёрная пешка · h4 белый конь · a3 чёрная пешка · c3 белый ферзь · e3 белый король · f3 белая пешка · d2 белая пешка | b8 чёрный конь · d8 белый слон · a7 чёрный ферзь · e7 чёрная пешка · f7 белый конь · g7 чёрная пешка · h7 белая ладья · e6 белый слон · f6 чёрный король · a5 белая пешка · f5 белая пешка · h5 чёрная пешка · d4 белая ладья · g4 чёрная пешка · h4 белый конь · a3 чёрная пешка · c3 белый ферзь · e3 белый король · f3 белая пешка · d2 белая пешка | b8 чёрный конь · d8 белый слон · a7 чёрный ферзь · e7 чёрная пешка · f7 белый конь · g7 чёрная пешка · h7 белая ладья · e6 белый слон · f6 чёрный король · a5 белая пешка · f5 белая пешка · h5 чёрная пешка · d4 белая ладья · g4 чёрная пешка · h4 белый конь · a3 чёрная пешка · c3 белый ферзь · e3 белый король · f3 белая пешка · d2 белая пешка | b8 чёрный конь · d8 белый слон · a7 чёрный ферзь · e7 чёрная пешка · f7 белый конь · g7 чёрная пешка · h7 белая ладья · e6 белый слон · f6 чёрный король · a5 белая пешка · f5 белая пешка · h5 чёрная пешка · d4 белая ладья · g4 чёрная пешка · h4 белый конь · a3 чёрная пешка · c3 белый ферзь · e3 белый король · f3 белая пешка · d2 белая пешка | b8 чёрный конь · d8 белый слон · a7 чёрный ферзь · e7 чёрная пешка · f7 белый конь · g7 чёрная пешка · h7 белая ладья · e6 белый слон · f6 чёрный король · a5 белая пешка · f5 белая пешка · h5 чёрная пешка · d4 белая ладья · g4 чёрная пешка · h4 белый конь · a3 чёрная пешка · c3 белый ферзь · e3 белый король · f3 белая пешка · d2 белая пешка | b8 чёрный конь · d8 белый слон · a7 чёрный ферзь · e7 чёрная пешка · f7 белый конь · g7 чёрная пешка · h7 белая ладья · e6 белый слон · f6 чёрный король · a5 белая пешка · f5 белая пешка · h5 чёрная пешка · d4 белая ладья · g4 чёрная пешка · h4 белый конь · a3 чёрная пешка · c3 белый ферзь · e3 белый король · f3 белая пешка · d2 белая пешка | 4 |
| 3 | b8 чёрный конь · d8 белый слон · a7 чёрный ферзь · e7 чёрная пешка · f7 белый конь · g7 чёрная пешка · h7 белая ладья · e6 белый слон · f6 чёрный король · a5 белая пешка · f5 белая пешка · h5 чёрная пешка · d4 белая ладья · g4 чёрная пешка · h4 белый конь · a3 чёрная пешка · c3 белый ферзь · e3 белый король · f3 белая пешка · d2 белая пешка | b8 чёрный конь · d8 белый слон · a7 чёрный ферзь · e7 чёрная пешка · f7 белый конь · g7 чёрная пешка · h7 белая ладья · e6 белый слон · f6 чёрный король · a5 белая пешка · f5 белая пешка · h5 чёрная пешка · d4 белая ладья · g4 чёрная пешка · h4 белый конь · a3 чёрная пешка · c3 белый ферзь · e3 белый король · f3 белая пешка · d2 белая пешка | b8 чёрный конь · d8 белый слон · a7 чёрный ферзь · e7 чёрная пешка · f7 белый конь · g7 чёрная пешка · h7 белая ладья · e6 белый слон · f6 чёрный король · a5 белая пешка · f5 белая пешка · h5 чёрная пешка · d4 белая ладья · g4 чёрная пешка · h4 белый конь · a3 чёрная пешка · c3 белый ферзь · e3 белый король · f3 белая пешка · d2 белая пешка | b8 чёрный конь · d8 белый слон · a7 чёрный ферзь · e7 чёрная пешка · f7 белый конь · g7 чёрная пешка · h7 белая ладья · e6 белый слон · f6 чёрный король · a5 белая пешка · f5 белая пешка · h5 чёрная пешка · d4 белая ладья · g4 чёрная пешка · h4 белый конь · a3 чёрная пешка · c3 белый ферзь · e3 белый король · f3 белая пешка · d2 белая пешка | b8 чёрный конь · d8 белый слон · a7 чёрный ферзь · e7 чёрная пешка · f7 белый конь · g7 чёрная пешка · h7 белая ладья · e6 белый слон · f6 чёрный король · a5 белая пешка · f5 белая пешка · h5 чёрная пешка · d4 белая ладья · g4 чёрная пешка · h4 белый конь · a3 чёрная пешка · c3 белый ферзь · e3 белый король · f3 белая пешка · d2 белая пешка | b8 чёрный конь · d8 белый слон · a7 чёрный ферзь · e7 чёрная пешка · f7 белый конь · g7 чёрная пешка · h7 белая ладья · e6 белый слон · f6 чёрный король · a5 белая пешка · f5 белая пешка · h5 чёрная пешка · d4 белая ладья · g4 чёрная пешка · h4 белый конь · a3 чёрная пешка · c3 белый ферзь · e3 белый король · f3 белая пешка · d2 белая пешка | b8 чёрный конь · d8 белый слон · a7 чёрный ферзь · e7 чёрная пешка · f7 белый конь · g7 чёрная пешка · h7 белая ладья · e6 белый слон · f6 чёрный король · a5 белая пешка · f5 белая пешка · h5 чёрная пешка · d4 белая ладья · g4 чёрная пешка · h4 белый конь · a3 чёрная пешка · c3 белый ферзь · e3 белый король · f3 белая пешка · d2 белая пешка | b8 чёрный конь · d8 белый слон · a7 чёрный ферзь · e7 чёрная пешка · f7 белый конь · g7 чёрная пешка · h7 белая ладья · e6 белый слон · f6 чёрный король · a5 белая пешка · f5 белая пешка · h5 чёрная пешка · d4 белая ладья · g4 чёрная пешка · h4 белый конь · a3 чёрная пешка · c3 белый ферзь · e3 белый король · f3 белая пешка · d2 белая пешка | 3 |
| 2 | b8 чёрный конь · d8 белый слон · a7 чёрный ферзь · e7 чёрная пешка · f7 белый конь · g7 чёрная пешка · h7 белая ладья · e6 белый слон · f6 чёрный король · a5 белая пешка · f5 белая пешка · h5 чёрная пешка · d4 белая ладья · g4 чёрная пешка · h4 белый конь · a3 чёрная пешка · c3 белый ферзь · e3 белый король · f3 белая пешка · d2 белая пешка | b8 чёрный конь · d8 белый слон · a7 чёрный ферзь · e7 чёрная пешка · f7 белый конь · g7 чёрная пешка · h7 белая ладья · e6 белый слон · f6 чёрный король · a5 белая пешка · f5 белая пешка · h5 чёрная пешка · d4 белая ладья · g4 чёрная пешка · h4 белый конь · a3 чёрная пешка · c3 белый ферзь · e3 белый король · f3 белая пешка · d2 белая пешка | b8 чёрный конь · d8 белый слон · a7 чёрный ферзь · e7 чёрная пешка · f7 белый конь · g7 чёрная пешка · h7 белая ладья · e6 белый слон · f6 чёрный король · a5 белая пешка · f5 белая пешка · h5 чёрная пешка · d4 белая ладья · g4 чёрная пешка · h4 белый конь · a3 чёрная пешка · c3 белый ферзь · e3 белый король · f3 белая пешка · d2 белая пешка | b8 чёрный конь · d8 белый слон · a7 чёрный ферзь · e7 чёрная пешка · f7 белый конь · g7 чёрная пешка · h7 белая ладья · e6 белый слон · f6 чёрный король · a5 белая пешка · f5 белая пешка · h5 чёрная пешка · d4 белая ладья · g4 чёрная пешка · h4 белый конь · a3 чёрная пешка · c3 белый ферзь · e3 белый король · f3 белая пешка · d2 белая пешка | b8 чёрный конь · d8 белый слон · a7 чёрный ферзь · e7 чёрная пешка · f7 белый конь · g7 чёрная пешка · h7 белая ладья · e6 белый слон · f6 чёрный король · a5 белая пешка · f5 белая пешка · h5 чёрная пешка · d4 белая ладья · g4 чёрная пешка · h4 белый конь · a3 чёрная пешка · c3 белый ферзь · e3 белый король · f3 белая пешка · d2 белая пешка | b8 чёрный конь · d8 белый слон · a7 чёрный ферзь · e7 чёрная пешка · f7 белый конь · g7 чёрная пешка · h7 белая ладья · e6 белый слон · f6 чёрный король · a5 белая пешка · f5 белая пешка · h5 чёрная пешка · d4 белая ладья · g4 чёрная пешка · h4 белый конь · a3 чёрная пешка · c3 белый ферзь · e3 белый король · f3 белая пешка · d2 белая пешка | b8 чёрный конь · d8 белый слон · a7 чёрный ферзь · e7 чёрная пешка · f7 белый конь · g7 чёрная пешка · h7 белая ладья · e6 белый слон · f6 чёрный король · a5 белая пешка · f5 белая пешка · h5 чёрная пешка · d4 белая ладья · g4 чёрная пешка · h4 белый конь · a3 чёрная пешка · c3 белый ферзь · e3 белый король · f3 белая пешка · d2 белая пешка | b8 чёрный конь · d8 белый слон · a7 чёрный ферзь · e7 чёрная пешка · f7 белый конь · g7 чёрная пешка · h7 белая ладья · e6 белый слон · f6 чёрный король · a5 белая пешка · f5 белая пешка · h5 чёрная пешка · d4 белая ладья · g4 чёрная пешка · h4 белый конь · a3 чёрная пешка · c3 белый ферзь · e3 белый король · f3 белая пешка · d2 белая пешка | 2 |
| 1 | b8 чёрный конь · d8 белый слон · a7 чёрный ферзь · e7 чёрная пешка · f7 белый конь · g7 чёрная пешка · h7 белая ладья · e6 белый слон · f6 чёрный король · a5 белая пешка · f5 белая пешка · h5 чёрная пешка · d4 белая ладья · g4 чёрная пешка · h4 белый конь · a3 чёрная пешка · c3 белый ферзь · e3 белый король · f3 белая пешка · d2 белая пешка | b8 чёрный конь · d8 белый слон · a7 чёрный ферзь · e7 чёрная пешка · f7 белый конь · g7 чёрная пешка · h7 белая ладья · e6 белый слон · f6 чёрный король · a5 белая пешка · f5 белая пешка · h5 чёрная пешка · d4 белая ладья · g4 чёрная пешка · h4 белый конь · a3 чёрная пешка · c3 белый ферзь · e3 белый король · f3 белая пешка · d2 белая пешка | b8 чёрный конь · d8 белый слон · a7 чёрный ферзь · e7 чёрная пешка · f7 белый конь · g7 чёрная пешка · h7 белая ладья · e6 белый слон · f6 чёрный король · a5 белая пешка · f5 белая пешка · h5 чёрная пешка · d4 белая ладья · g4 чёрная пешка · h4 белый конь · a3 чёрная пешка · c3 белый ферзь · e3 белый король · f3 белая пешка · d2 белая пешка | b8 чёрный конь · d8 белый слон · a7 чёрный ферзь · e7 чёрная пешка · f7 белый конь · g7 чёрная пешка · h7 белая ладья · e6 белый слон · f6 чёрный король · a5 белая пешка · f5 белая пешка · h5 чёрная пешка · d4 белая ладья · g4 чёрная пешка · h4 белый конь · a3 чёрная пешка · c3 белый ферзь · e3 белый король · f3 белая пешка · d2 белая пешка | b8 чёрный конь · d8 белый слон · a7 чёрный ферзь · e7 чёрная пешка · f7 белый конь · g7 чёрная пешка · h7 белая ладья · e6 белый слон · f6 чёрный король · a5 белая пешка · f5 белая пешка · h5 чёрная пешка · d4 белая ладья · g4 чёрная пешка · h4 белый конь · a3 чёрная пешка · c3 белый ферзь · e3 белый король · f3 белая пешка · d2 белая пешка | b8 чёрный конь · d8 белый слон · a7 чёрный ферзь · e7 чёрная пешка · f7 белый конь · g7 чёрная пешка · h7 белая ладья · e6 белый слон · f6 чёрный король · a5 белая пешка · f5 белая пешка · h5 чёрная пешка · d4 белая ладья · g4 чёрная пешка · h4 белый конь · a3 чёрная пешка · c3 белый ферзь · e3 белый король · f3 белая пешка · d2 белая пешка | b8 чёрный конь · d8 белый слон · a7 чёрный ферзь · e7 чёрная пешка · f7 белый конь · g7 чёрная пешка · h7 белая ладья · e6 белый слон · f6 чёрный король · a5 белая пешка · f5 белая пешка · h5 чёрная пешка · d4 белая ладья · g4 чёрная пешка · h4 белый конь · a3 чёрная пешка · c3 белый ферзь · e3 белый король · f3 белая пешка · d2 белая пешка | b8 чёрный конь · d8 белый слон · a7 чёрный ферзь · e7 чёрная пешка · f7 белый конь · g7 чёрная пешка · h7 белая ладья · e6 белый слон · f6 чёрный король · a5 белая пешка · f5 белая пешка · h5 чёрная пешка · d4 белая ладья · g4 чёрная пешка · h4 белый конь · a3 чёрная пешка · c3 белый ферзь · e3 белый король · f3 белая пешка · d2 белая пешка | 1 |
|   | a | b | c | d | e | f | g | h |   |

1.Ca2! цугцванг

1…g6 2.Kpd3! Фa6+ 3.Лc4#

1…g5 2.Kpe4! Фb7+ 3.Лd5#

1…g3 2.Kpe2! Фa6+ 3.Лd3#

1…gf 2.Kp:f3! Фb7+ 3.Лe4#

На втором ходу «крестик» белого короля, развязывающего свою ладью. На третьем ходу батарейные маты ладьёй также по «крестику», в ответ на шахи.